# Хронологія російського вторгнення в Україну (червень 2024)
Ця стаття є частиною хронології повномасштабного російського вторгнення в Україну з 24 лютого 2022 року, яка є частиною хронології російської збройної агресії проти України з 2014 року.
Про події попереднього місяця — див. у статті Хронологія російського вторгнення в Україну (травень 2024).

## 1—10 червня

### 1 червня

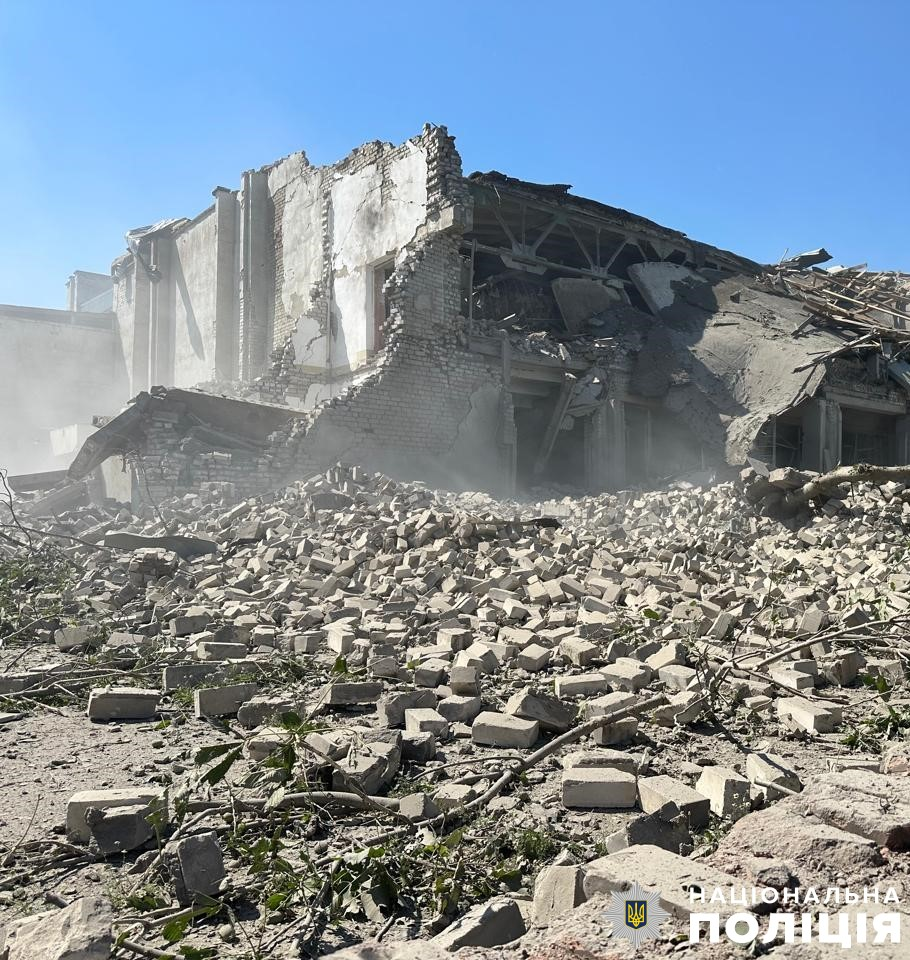
Будинок культури у Великій Олександрівці після російського ракетного обстрілу та попередніх атак

РФ незначно просунулася вперед у районі Куп'янська, Трьохізбенки та Авдіївки, наступала в напрямках Харкова, Куп'янська, Сіверська, Краматорська, Покровська, Курахового та Запоріжжя, де відбулося 105 бойових зіткнень, росіяни здійснили 4 ракетних удари, 57 авіаударів, 1 303 вильоти безпілотників та 120 обстрілів. Українська авіація та артилерія завдали три удари по місцях зосередження, чотири — по блокпостах, два — по артилерійських підрозділах, один — по зенітній установці та два — по складах паливно-мастильних матеріалів.
ЗС РФ атакували 53 ракетами та 47 дронами (збито 36 ракет і майже всі безпілотники). Для удару росіяни застосували ракети повітряного, морського та наземного базування. Зокрема, з літаків стратегічної авіації Ту-95МС застосували 35 крилатих ракет Х-101/Х-555. Їх запускали з Саратовської області та повітряного простору над акваторією Каспійського моря. З окупованого Криму вдарили чотирма ракетами «Іскандер-М» та однією ракетою «Іскандер-К». Крім того, десять «калібрів» запустили з північно-східної частини акваторії Чорного моря. Під удар потрапили дві теплоелектростанції групи ДТЕК. Там серйозно пошкоджено обладнання. Є пошкодження обладнання на об'єктах в Запорізькій, Дніпропетровській, Донецькій, Кіровоградській, Івано-Франківській областях. Після російської атаки найбільша в Україні Дніпровська гідроелектростанція перебуває у «критичному стані» і припинила виробництво електроенергії. Рух через дамбу Дніпрогесу перекрили, пересування мешканців обмежили. Через частково успішні російські рейди на українські електростанції у 2024 році тарифи на електроенергію в Україні зросли більш ніж на 60 %. З березня 2024 року Україна втратила майже 8000 МВт потужності електростанцій.

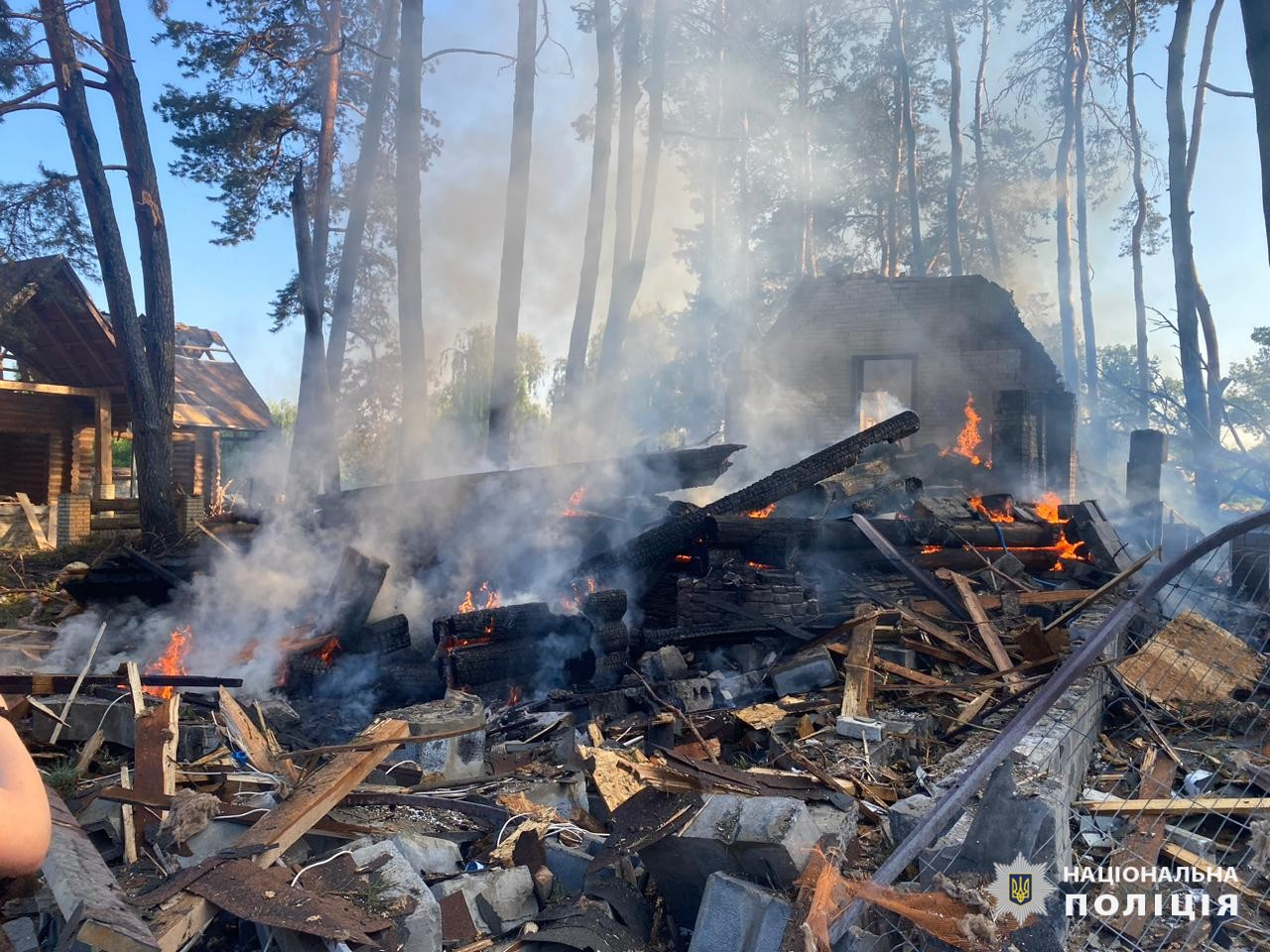
Руйнування в Балаклії після російського ракетного удару; 13 людей поранено, в тому числі 8 дітей. 1 червня 2024

Ситуація на фронті лишалася напруженою і контрольованою, за добу відбулося 81 бойове зіткнення, найважче було на Покровському напрямку. Зранку ЗС РФ завдали ракетний удар по приватному житловому секторі в Балаклії Ізюмського району, постраждали 13 людей.
За даними російських джерел, Україна вперше завдала ударів із застосуванням західної зброї по цілях на російській території. Російські чиновники заявили, що засоби протиповітряної оборони в Бєлгородській області знищили понад 10 ракет «HIMARS». Фрагменти ракет згодом знайшли і сфотографували.
За даними ООН, понад 600 дітей загинули і 1420 дістали поранення з 24.02.2022, але реальні цифри можуть бути набагато вищими.
Державна служба України з надзвичайних ситуацій заявила, що атаки російської армії в Харківській області спричинили масштабні лісові пожежі. На той час існувало дев'ять окремих осередків пожеж, що охопили понад 3700 га лісу, шість з яких, площею 2300 га, були локалізовані.

### 2 червня
За даними ISW, «постачання західних систем протиповітряної оборони та зняття обмежень на використання західних озброєнь проти військових цілей на російській території залишаються критично важливими для захисту Харкова». Тим часом, російські війська просунулися вперед поблизу Вовчанська, Авдіївки, Донецька та Кринки.
За добу ліквідовано 1060 окупантів, втрати ЗС РФ з 24.02.2022 склали 509 860 осіб. Вночі ЗС РФ атакували Україну крилатою ракетою «Іскандер-К», зенітною керованою ракетою С-300 та 25 ударними дронами типу Shahed. Сили оборони знищили всі 25 ворожі безпілотники. Зранку ЗС РФ завдали авіаудару по Андріївці Борівської громади Харківської області, постраждало двоє людей.
ЗСУ контратакували у Вовчанську на Харківщині та відбили кілька кварталів, у відповідь ЗС РФ знищувала місто, перетворюючи його на руїни. Також зафіксован удари у відповідь по скупченню військової техніки в Бєлгородської області.
Франція не обмежила використання переданої Україні зброї.
У РФ заявили, що 9 осіб поранено внаслідок атак українських безпілотників і обстрілів у Бєлгородській і Курській областях. Губернатор В'ячеслав Гладков заявив, що в результаті бомбардування Шебекіно постраждали 6 жителів, губернатор Олексій Смирнов заявив, що в результаті атаки українського безпілотника «на автомобіль» в Курській області «постраждали три» людини. Гладков також заявив, що заступник голови Корочанського району Бєлгородська область Ігор Вікторович Нечипоренко загинув під час огляду бомби, що не вибухнула, і ще троє чиновників зазнали поранень, серед них голова Корочанського району Микола Васильович Нестеров. Губернатор Володимир Уйба повідомив, що сталася пожежа на нафтопереробному заводі «Лукойл» в Ухті в Республіці Комі, приблизно за 1800 км від українського кордону. Пошкоджено дах одного з резервуарів RWS-10 000, є повідомлення про жертви.
Сухопутні війська України заявили, що значна частина відео з начебто сутичками з офіцерами ТЦК або ЗСУ є результатом ворожої інформаційної операції. Зокрема, інсценовано серію побиттів і зйомки на окупованих територіях з використанням автомобілів з номерами інших регіонів, знятих у низькій якості для надання їм «достовірного» вигляду.

### 3 червня
ЗСУ за добу ліквідували 1270 окупантів. Сектор Авдіївка-Покровськ залишався основною зоною оперативної активності ЗС РФ протягом трьох днів. РФ здобула невеликі території на півночі цього сектору, в напрямку сіл Сокіл та Євгенівка, а за 3 км на південь наблизилися до кордонів Новоселівка-Перша. Далі на південь росіяни не досягли значного просування, незважаючи на потужні атаки на українські позиції на захід від Нетайлового, розташовані обабіч траси Е50. Російські атаки на село Невельське відбили, і воно, ймовірно, залишиться в руках України. За даними міністерства, «цей сектор, ймовірно, залишиться зоною значної оперативної активності протягом наступного тижня, оскільки російські війська намагатимуться підтримувати оперативний темп перед обличчям великих втрат». За даними ISW, ЗСУ просунулися в напрямку Вовчанська, тоді як російські сили зафіксували просування поблизу Липці, Авдіївки та Велика Новосілка на заході Запорізької області.
РФ атакувала на Харківському, Куп'янському, Лиманському, Сіверському, Краматорському, Покровському, Курахівському, Запорізькому та Херсонському напрямках, де відбулося 124 бойових зіткнення. Протягом дня російські війська здійснили два ракетних обстріли, 37 авіаударів та 359 вильотів безпілотників по українських позиціях та населених пунктах. Українська авіація та артилерія завдали п'ять ударів по місцях зосередження, чотири удари по зенітних комплексах та один по артилерійському підрозділу.
Українські 103-тя бригада територіальної оборони та 53-тя механізована бригада знищили російську військову колону між населеними пунктами Свердліково та Суджа в Курській області, поблизу кордону з Україною.
Російські військові вночі завдали масованого ракетного удару по в селі Дачне Слобожанській громаді Харківській області. Ворог застосував для атаки по громаді щонайменше п'ять ракет, одна людина загинула, ще двох поранено. РФ атакувала село Михайлівка в Донецькій області, двоє людей, у тому числі 12-річна дитина, загинули, а один зазнав поранення. Атака була здійснена вранці з використанням керованої авіаційної бомби. Було пошкоджено щонайменше п'ять будинків.
Італія надішле другу батарею протиповітряної оборони SAMP/T в Україну, заявив її міністр закордонних справ Італії Антоніо Таяні. Міністр оборони Нідерландів Кайса Оллонгрен заявила, що Нідерланди дозволили Україні використовувати F-16 для атаки військових об'єктів на території Росії, додавши, що її країна не буде вводити обмеження на використання винищувачів, як це зробила Бельгія.
107 країн і міжнародних організацій підтвердили участь у Глобальному саміті миру, де мели обговорювати енергетичну та продовольчу безпеку, обмін військовополоненими, повернення депортованих дітей.

### 4 червня
За словами президента Зеленського, основні та найсильніші російські атаки відбулися в Донецькій області, яка лишалася головною ціллю Росії, а ситуація в Харківській області «стабілізувалася». Безпілотники відіграли важливу роль на полі бою на тлі затримок з поставками західного озброєння: «У той час, коли ми очікували на поставки артилерії від наших партнерів.
За даними ISW, технологічна гонка на фронті в Україні вступає в нову фазу, оскільки українські безпілотники значно перевершують російські за кількістю та ефективністю, в результаті чого Росія стикається зі зростаючими труднощами на полі бою: „Окремі російські військові блогери продовжують скаржитися на перевагу українських безпілотників і засобів радіоелектронної боротьби на полі бою, підкреслюючи, що швидкі і безперервні тактичні і технологічні інновації формують простір бою в Україні“. Вони додали, що „російським військам бракує централізованої та організованої системи підрозділів безпілотників і адекватних засобів радіоелектронної боротьби та розвідки для боротьби з українськими безпілотниками“. Тим часом, російські війська не досягли значного прогресу поблизу Вовчанська, Сіверська та Донецька.

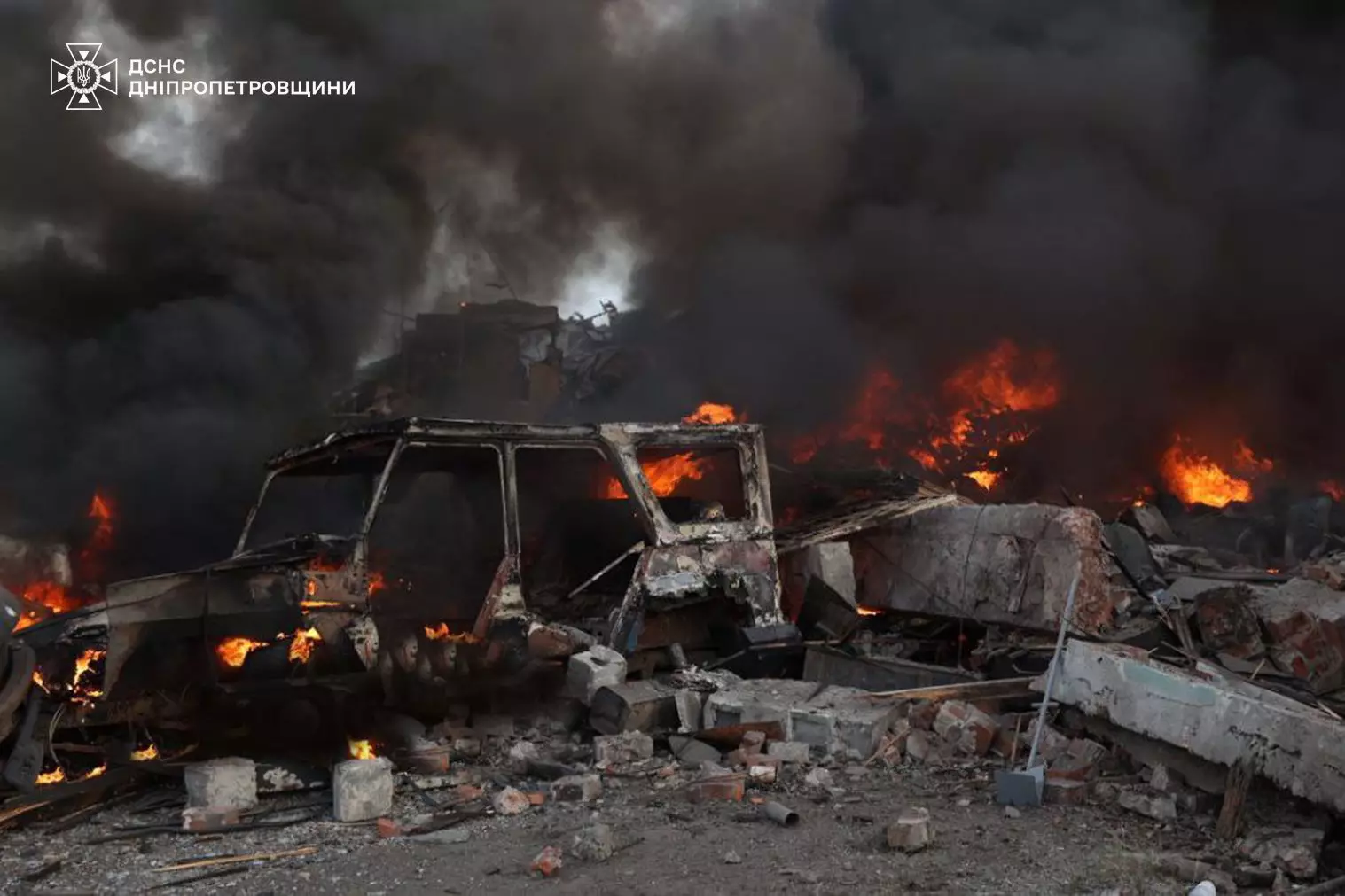
Пожежа в Дніпрі після російської атаки 4 червня 2024. Пошкоджено близько 15 автомобілів і кілька будівель, 8 людей поранено

РФ атакувала на Харківському, Куп'янському, Сіверському, Краматорському, Покровському, Курахівському, Запорізькому, Артемівському та Херсонському напрямках, де відбулося 110 бойових зіткнень. Протягом доби російські війська здійснили три ракетні удари, 61 авіаудар та 120 обстрілів українських позицій та населених пунктів. Українська авіація та артилерія завдали 15 ударів по місцях зосередження, один — по командному пункту та три — по зенітних комплексах.
В ніч війська РФ завдали удару по Дніпропетровщині двома крилатими ракетами „Іскандер-К“, випущеними з території окупованого Криму. Обидві ракети збито зенітними ракетними підрозділами. Унаслідок падіння уламків збитих повітряних цілей кількість постраждалих зросла до восьми, серед них — 17-річний підліток та одномісячний хлопчик.
У Херсонській області 22 населені пункти, включаючи Херсон, зазнали ворожих обстрілів і авіаударів, серед іншого пошкоджено заклад освіти, гуртожиток, 1 людина загинула і 8 поранено.
Канцлер Німеччини Олаф Шольц наголосив, що дозвіл Україні застосовувати передану Німеччиною зброю по території Росії не призведе до жодної ескалації, бо йдеться про самооборони.
РФ атакувала 22 села в Херсонській області, в результаті чого одна людина загинула і вісім були поранені, в тому числі одна людина загинула і четверо були поранені в результаті російської атаки на центр Білозерки. Внаслідок атак було пошкоджено житлові будинки, навчальні заклади, гуртожиток, три магазини та кафе. РФ здійснила напади в Дніпропетровській і Сумській областях, в результаті чого одна людина загинула і ще одна була поранена.
Міністр закордонних справ Бельгії Аджа Лябіб закликав країни Європейського Союзу розглянути можливість позбавлення Угорщини права голосу в ЄС через перешкоджання Будапешта військовій допомозі Україні та запровадження санкцій проти Росії. Речник МЗС Австрії заявив, що Австрія підтримує Бельгію в цьому питанні, і висловив сподівання, що всі 27 країн-членів зможуть повністю поважати правила, встановлені Європейським Союзом, особливо у випадку з країною, про яку йдеться.
Міністр закордонних справ Росії Сергій Лавров заявив, що присутність французьких військових інструкторів в Україні буде розглядатися як „законна мета“ для нападу російської армії. Крім того, Росія „рішуче заперечила“ свою причетність до події, коли п'ять трун, загорнутих у французькі прапори, були встановлені під Ейфелевою вежею в Парижі з написом „Французькі солдати України“. Французькі ЗМІ заявили, що це була спроба підірвати французьку підтримку України.

### 5 червня
За даними ISW, російські війська просунулися на південний схід від Куп'янська, поблизу Часового Яру, на захід від Авдіївки та на південний захід від Донецька. Ворог просунувся біля Роботиного, Побєди та в Новоолександрівці. Ворог просунувся біля Роботиного, Побєди та в Новоолександрівці.
РФ атакувала в напрямках Харкова, Куп'янська, Лиману, Сіверська, Краматорська, Торецька, Покровська та Херсона, де відбулося 85 бойових зіткнень. Протягом доби російські війська здійснили один ракетний обстріл, 37 авіаударів та 499 вильотів безпілотників по українських позиціях та населених пунктах. Українська авіація та артилерія завдали 12 ударів по місцях зосередження, один — по командному пункту, один — по зенітній установці та два — по безпілотниках і радіолокаційній станції. Після атаки ЗСУ 30 травня 2024 року, РФ не відновила роботу Керченської поромної переправи в окупованому Криму. Російська армія використовувала її для перевезення зброї та військовослужбовців.
Вночіі росіяни атакували 27-ма ударними БпЛА типу Shahed-131/136 із районів Курськ, мис Чауда. Унаслідок протиповітряного бою збито 22 БпЛА в Миколаївській, Херсонській, Дніпропетровській, Сумській і Полтавській областях. Російські окупанти безпілотниками атакували промисловий об'єкт у Полтавській області, постраждав чоловік.
Ситуація на фронті була складною, росіяни зосереджують зусилля на Курахівському, Покровському, Куп'янському, Харківському напрямках.
В Одесі у Білгород-Дністровському районі було завдано ракетного удару по туристичній базі відпочинку.
Україна отримала зенітні установки Cheetah, які раніше стояли на озброєнні Нідерландів.
Росіяни атакували безпілотниками промисловий об'єкт у Полтавській області, внаслідок чого постраждав чоловік. РФ атакувала села в Херсонській і Донецькій областях, внаслідок чого одна людина загинула і ще семеро поранено. За словами Вадима Філашкіна, вранці росіяни атакували село Північне, де одна людина загинула і четверо зазнали поранень. Вранці російські війська також атакували двома керованими авіабомбами на Селидове, внаслідок чого одну людину поранено, пошкоджено бізнес і два автомобілі.
Спікер Палати представників Майк Джонсон анонсував розмову з Білим домом щодо зняття заборон для ЗСУ. „Я вважаю, що нам потрібно дати їм зброю, необхідну для захисту, і для того, аби дати відсіч росіянам. Я не погоджуюсь з президентом у цьому. Я вже говорив про це, і буду говорити знову. Ми будемо вести розмови з Білим домом про це“, — заявив Джонсон.
Речник Єврокомісії Тім Макфі заявив, що ЄС тісно співпрацює з Україною, щоб допомогти відновити її енергетичну систему. Центральні та регіональні органи влади України сформулювали перелік нагальних потреб, а уряди країн-членів ЄС та представники промисловості надали достатні ресурси для надання необхідної допомоги Україні. Прем'єр-міністр Денис Шмигаль оголосив про підписання Меморандуму про взаєморозуміння з Європейським банком реконструкції та розвитку, в рамках якого буде виділено 300 млн євро на підтримку стабільності електропостачання на території України.
Українська розвідка здійснила масштабну DDoS-атаку на низку російських урядових сайтів, у тому числі на сайти Міністерства оборони та Міністерства фінансів, що призвело до „паралічу“ багатьох сайтів російських міністерств і компаній. Електронні сервіси міністерств оборони, фінансів, внутрішніх справ, юстиції, промисловості, цифрового розвитку і зв'язку та надзвичайних ситуацій були недоступні з самого ранку.
Заступник міністра оборони України Катерина Чорногоренко заявила, що близько 1,6 мільйона українців у віці 18-60 років оновили свої контактні дані відповідно до нового закону про мобілізацію, який набув чинності 18 травня цього року. Речник Державної прикордонної служби Андрій Демченко у відповідь на попередню заяву посольства США про заборону виїзду з країни особам з подвійним громадянством зазначив, що ця заява є некоректною, оскільки українське законодавство не визнає подвійного громадянства. Таким чином, американці українського походження, які мають подвійне громадянство, перебуваючи в Україні, вважаються громадянами України і на них поширюються права та обов'язки громадян України. Речник ДПСУ зазначив, що ці норми вже діють. На кордоні прикордонники неодноразово стикалися на паспортному контролі з українцями, які видавали себе за іноземців, за що завжди несли відповідальність згідно із законом, „при цьому таких осіб не слід плутати з громадянами України, які постійно проживають за межами України і мають у своїх документах відповідні відмітки про реєстрацію виїзду за кордон на постійне місце проживання та відмітки про взяття на постійний консульський облік у закордонній дипломатичній установі України“.
За даними російського уряду, в Росії перебувало 6 000 українських військовополонених, а в Україні — 1 348 російських військовополонених.

### 6 червня
ЗС РФ зосередилися на прориві оборони в напрямку Мирнограду, Нетайлового та Селидового, щоб вийти до Курахового та Покровська, щоб продовжити наступ на захід від Авдіївки та Мар'їнки і вийти на важливу трасу, що веде до Костянтинівки. За даними ISW, російські війська просунулися вперед поблизу Вовчанська, на південний схід від Куп'янська, на північний схід від Сіверська, на північний захід від Авдіївки, на південь від Великої Новославки та поблизу Кринок.
РФ атакувала в напрямках Харкова, Куп'янська, Лиману, Сіверська, Краматорська, Покровська, Курахового, Врем'ївки, Запоріжжя та Херсона, де відбулося 90 бойових зіткнень. Протягом доби російські війська здійснили один ракетний наліт, 75 авіаударів та 93 обстріли українських позицій та населених пунктів.
Губернатор Ростовської області Василь Голубєв підтвердив пожежу на Новошахтинському нафтопереробному заводі вночі. Також підтвердження атака дронів-камікадзе на нафтобазу Старооскольського міського округу повідомив і губернатор Бєлгородської області В'ячеслав Гладков.
Російська армія вночі завдала серії ударів по Херсону, серед вражених об'єктів — магазин „Епіцентр“. Горіли три житлові будинки, господарчі споруди, 8 легкових автомобілів та недіючий будівельний гіпермаркет.
Вночі спецпризначенці ГУР знищили російський буксир проекту 498 „Сатурн“.
Російські військові пошкодили інфраструктурний об'єкт, дев'ятиповерхівку та три приватні будинки у Нікополі на Дніпропетровщині, а також влучили дроном у рейсовий автобус, у результаті чого постраждали чотири людини.

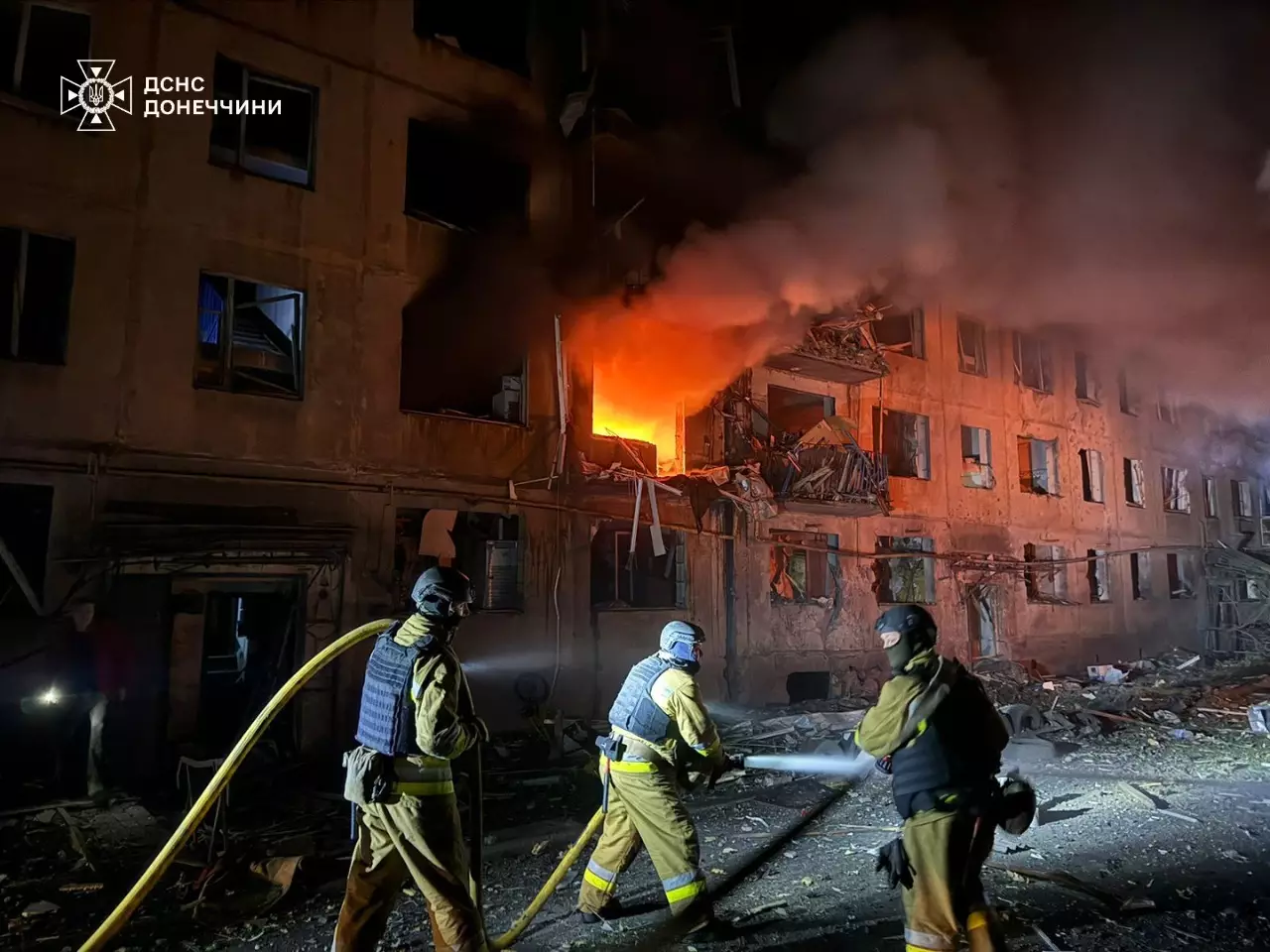
Руйнування в Селидовому після нічного російського авіаудару. Пошкоджено 13 житлових будинків, семеро людей поранено. 6 червня 2024

Франція передасть Україні кілька французьких винищувачів Mirage-2000-5 та підготує бригаду у 4,5 тисячі українських військовослужбовців у межах нової співпраці з Києвом. Японія передала Україні 101 одиницю військової техніки, зокрема гусеничні інженерні машини PC-065B, всюдиходи Mitsubishi Type 73 Kogata та вантажівки Toyota.

### 7 червня
За даними ISW, Путін сформулював теорію перемоги в Україні, яка передбачає, що російські війська зможуть продовжувати поступовий, повзучий наступ до нескінченності, не дати Україні провести значні контрнаступальні операції і виграти війну на виснаження проти українських сил. Путін заявив, що армія РФ щомісяця втрачає в Україні 20 тисяч бойового солдатського складу, хоча ці дані виявилися значно заниженими.
Тим часом російські війська просунулися вперед під Сватовим, біля Часового Яру та на північний захід від Авдіївки. МО РФ повідомило, що російські війська захопили село Парасковіївка, приблизно за 25 км на південний захід від Донецька. Найбільша активність спростерігалася на Покровському напрямку.
Росіяни завдали по позиціях наших військ та населених пунктах три ракетні та 101 авіаційний удар (зокрема із застосуванням семи ракет та 70 КАБів), здійснили понад 3 500 обстрілів із різних типів озброєння, 89 із них — з реактивних систем залпового вогню. В Україні різко зросла кількість жертв серед мирного населення за місяць через наступ РФ у Харківській області та обстріли регіону.
Військово-повітряні сили України збили 48 ударних безпілотників і 5 крилатих ракет під час російської повітряної атаки на об'єкти критично важливої інфраструктури в декількох регіонах України. Усього було застосовано 5 крилатих ракет повітряного базування Х-101/Х-555 та 53 ударні БпЛА „Shahed-131/136“.
Зранку ЗСУ здійснило ракетну атаку по Луганську, писали про пошкодження 10 будинків та 20 людей. В українських ЗМІ показали супутникові знімки ураження місцб дислокації військ та ремонтної бази.
Посли країн-членів Євросоюзу знову не змогли ухвалити рішення щодо рекомендацій Єврокомісії розпочати переговори про вступ до ЄС з Україною через позицію Угорщини.
В селищі Червоногригорівська Дніпропетровської області внаслідок обстрілу російською артилерією загинув 70-річний чоловік, який також пошкодив житловий будинок та лінію електропередачі. Жінка, врятована з-під завалів після російського ракетного обстрілу в Полтавській області, померла в лікарні.
Виробник самохідних артилерійських установок Caesar оголосив про плани збудувати завод в Україні. Представники французько-німецький концерну KNDS та української компанії ENMEK підписали дві декларації. Перша декларація стосується створення в Україні центру технічного обслуговування САУ Caesar, а друга передбачає впровадження 3D-друку для виготовлення запасних частин. Емануель Макрон заявив, що хоче швидко завершити створення коаліції військових інструкторів для України найближчими днями.
Нідерланди, Швеція та Данія будуть разом виробляти шведські бойові машини піхоти Stridsfordon 90 для потреб України. Поки планують зібрати 230 машин. З них 180 виготовлять у Нідерландах. Під час зустрічі із Володимиром Зеленським у Парижі президент США Джо Байден вибачився за затримку з ухваленням рішення про надання американської допомоги.
РФ вивела на бойове чергування в Азовське море десять кораблів, три з яких — носії крилатих ракет „Калібр“.
США оголосили про новий пакет військової допомоги Україні на $225 млн, включно з боєприпасами для ЗРК MIM-23 Hawk і M142 HIMARS, 155-мм гаубиці, 155-мм і 105-мм артилерійські снаряди, 81-мм мінометні системи, бронетранспортери M113, пускові установки FIM-92 Stinger, протитанкові комплекси Javelin і AT4, прибережні і річкові патрульні катери і причепи для перевезення важкого обладнання.

### 8 червня
Росія сповільнила наступ на північному сході Харківської області, незважаючи на продовження перегрупування військ у цьому районі та очікування подальшого прогресу. Він додав, що російські війська продовжують здійснювати „безперервні атаки“ на села Синівка та Андріївка, які межують з Луганською областю, і „обстріли також не припиняються“. За даними ISW, російське командування перекинуло невизначену кількість військ до українсько-російського кордону в районі Харківської області, але незрозуміло, чи планує російське командування негайно ввести передислоковані сили в бій, чи використати їх для посилення групи армій „Північ“. Український військовий оглядач Костянтин Машовець зазначив, що частина з 30 000 військовослужбовців, яких Росія щомісяця мобілізує, прибуває на фронт як заміна і бойове підкріплення, і додав, що зусилля Росії з нарощування сил дозволили російським військам створити лише обмежені оперативні та стратегічні резерви. Тим часом російські війська просунулися вперед на північ від Харкова, південний схід від Куп'янська, схід від Часового Яру, північний захід від Авдіївки і південний захід від Донецька.
Внаслідок російських атак на Дудчани та Білозерку на півдні Херсонської області одна людина загинула і двоє зазнали поранень. Увечері РФ атакувала село Хотімля в Харківській області двома авіабомбами, одна людина загинула і двоє зазнали поранень. Пошкоджено будинки, автомобілі та школу. Під Нікополем РФ вдарила повторно по рятувальниках, важко поранивши людину.
Вночі в Червоногригорівській громаді Нікопольського району ворожий артобстріл обірвав життя 70-річного чоловіка. Вранці ГУР атакував дроном будівлю аеродрому „Моздок“ у Північній Осетії. Всього кажуть про 3 атакуючі дрони на аеродром де базуються літаки МіГ-31К та Ту-22М3.
На території аеродрому Ахтубінськ в Астраханській області РФ за 589 км від лінії бойового зіткнення, уражено багатоцільовий винищувач росіян Су-57.
З березня 2022 року на озброєння ЗСУ було прийнято понад 110 зразків військової техніки, з яких ⅓ виробляється в Україні, а решта — у 20 країнах, зокрема у США, Британії, Німеччині, Швеції та Італії. Українські виробники постачали броньовані автомобілі, вантажівки та електромобілі, а з іноземної техніки на озброєння української армії надійшли всюдиходи та важкі броньовані машини.

### 9 червня
Радник президента США з національної безпеки Джейк Салліван заявив, що наступ російської армії в Харківській області зупинився, оскільки ЗСУ використовували зброю, надану США, для атак на військові об'єкти в Росії. За даними ISW, обмежена зміна політики адміністрації Джо Байдена, яка дозволила Україні використовувати зброю, надану США, для нападу на деякі російські військові об'єкти на невеликій ділянці російської території, зменшила розмір російського „наземного укриття“ максимум лише на 16 %, але ця політика все ще захищала щонайменше 84 % території в межах досяжності українських ПТРК. Тим часом російські війська просунулися вперед у районі Куп'янська, Сіверська, Часового Яру, Авдіївки та Донецька.
Зранку стало відомо про ураження літака Су-57 на аеродромі в РФ, пошкоджених літаків могло бути два.
За тиждень відбулося понад 700 зіткнень на Харківському, Куп'янському, Лиманському, Сіверському, Краматорському, Торецькому, Покровському, Курахівському, Приморському, Запорізькому та Херсонському напрямках, росіяни здійснили 15 ракетних ударів, 431 авіаудар та 733 обстріли української території.
Завдано ракетного удару по Ракитянському районі Бєлгородської області, потрапили по складу боєприпасів. За даними Sky News, ЗСУ вперше завдали удару по цілі на території Росії., це сталося в районі Бєлгорода.
У Харкові російські окупаційні війська влучили КАБ у житлову забудову, в результаті пошкоджені чотири приватних будинки.
ЗС РФ обстріляли Нікопольський район, поранивши 44-річну жінку. Внаслідок обстрілів було пошкоджено теплицю, рибальський човен, чотири будинки, дві господарські будівлі та гараж.
ВПС ЗСУ оголосили про плани випробування власних керованих авіабомб, це передбачає вибір правого крила, GPS і модуля управління.
Bloomberg повідомив, що Росія змушує тисячі імігрантів та іноземних студентів вступати в російську армію і воювати в Україні, щоб збільшити чисельність особового складу в Харківській області. Якщо вони не погодяться вступити до армії, їхнє перебування в країні буде неможливим через відсутність продовження російських віз.
Президент Чечні Рамзан Кадиров заявив про начебто окупацію населеного пункту російськими військами, ці дані спростувала РНБО і Зеленський, а також голова Білопільської громади Сумської області, до складу якої входить Рижівка.

### 10 червня

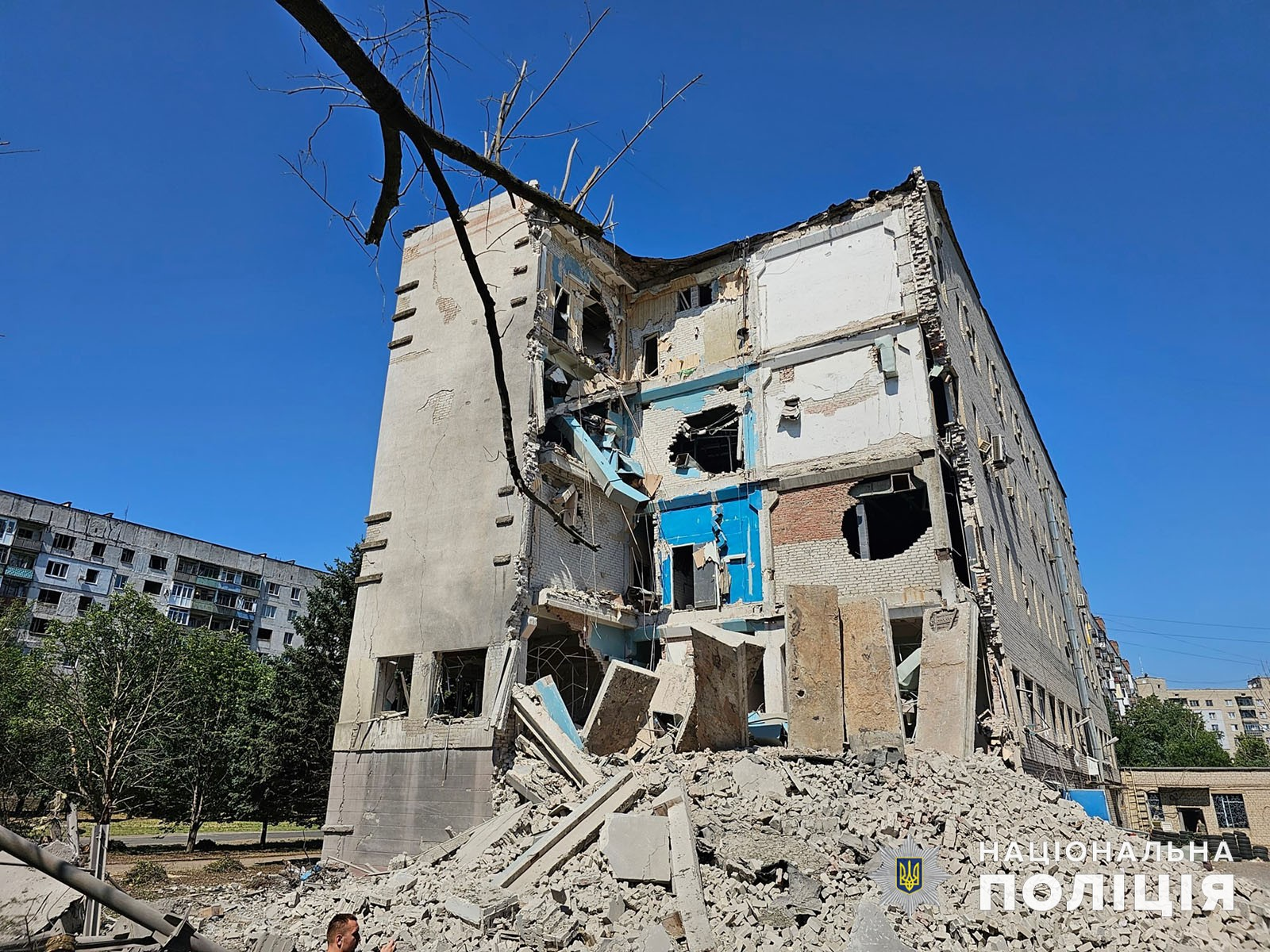
Житловий будинок у Костянтинівці після російського обстрілу. У місті пошкоджено 13 житлових будинків та адміністративну будівлю, шестеро людей отримали поранення.

За даними ISW, російські війська просунулися на південний захід від Донецька село Старомайорське і на межі Донецької та Запорізької областей.
Російські окупаційні війська завдали три удари керованими авіаційними бомбами по Харкову. Постраждали семеро людей.
ЗС РФ атакувала на Харківському, Куп'янському, Лиманському, Сіверському, Краматорському, Покровському, Курахівському, Артемівському, Запорізькому та Херсонському напрямках, де відбулося 100 бойових зіткнень. Протягом доби російські війська здійснили 62 авіаудари та 149 обстрілів українських позицій та населених пунктів. Українська авіація та артилерія завдали 13 ударів по місцях зосередження, сім — по зенітних комплексах, два — по артилерії та артилерійських підрозділах і один — по радіолокаційній станції. ЗС РФ почали використовувати підводні човни для патрулювання Чорного моря. Станом на грудень 2023 року близько 30 % кораблів Чорноморського флоту було знищено. На той час російська армія розмістила в Чорному морі чотири кораблі, три з яких були оснащені крилатими ракетами, а два підводні човни мали регулярно патрулювати море.
За даними місцевої влади, російські війська атакували Харківську та Херсонську області, в результаті чого одна людина загинула і троє отримали поранення. Губернатор Олег Синєгубов повідомив, що, за попередньою інформацією, о 9:30 ранку за місцевим часом Дергачі зазнали удару керованої авіабомби, в результаті чого загинула цивільна особа і двоє людей отримали поранення. Губернатор Олександр Прокудін повідомив, що російські війська також атакували будинок у Херсоні, поранивши 102-річну жінку. ЗС РФ завдали удару по Харкову трьома планерними бомбами, в результаті чого одна людина загинула і щонайменше семеро отримали поранення.
Вночі ЗСУ задопомогою ракет ATACMS пошкодили 2 комплекси С-300 та чотири РЛС пв Джанкойському і Сакському районах Криму. Крім того, серед військовослужбовців 31 дивізії ППО МО РФ є загиблі та поранені. Ракетний есмінець Північного флоту проекту 1155 „Адмірал Левченко“ загорівся внаслідок відмови двигуна в Баренцевому морі. Речник зазначив, що через українські санкції російський флот не має права використовувати двигуни, вироблені в Миколаєві, для ремонту та обслуговування кораблів. Вранці в Північній Осетії розбився винищувач-бомбардувальник Су-34, в результаті чого загинули дві людини. Причиною катастрофи стали технічні неполадки.
У Польщі в місті Скаржисько-Каменн на збройовому заводі Mesko пролунав вибух. Загинула одна із працівниць заводу, яка перебувала усередині, ще декілка отримали поранення. Завод займається виготовленням зброї в тому числі і на потреби ЗСУ.
У ході бойових дій за Бахмут загинув кожентретій російський в'язень, якого завербувала „ПВК Вагнер“, — Медіазона. Згідно з розслідуванням, „ПВК Вагнер“ на війну проти України було завербовано щонайменше 48 366 ув'язнених. Протягом 327 днів боїв за Бахмут загинуло мінімум 19 547 бійців, з яких 17 175 були в'язнями, а решта 2 372 — професійними найманцями.
Звіт, опублікований Київською школою економіки, показав, що станом на травень 2024 року вторгнення Росії в Україну спричинило 56,2 мільярда доларів США збитків в енергетичному секторі, а на відновлення енергетичних об'єктів знадобиться 50,5 мільярда доларів США.
Голова Державного агентства відновлення та розвитку інфраструктури України Мустафа Наєм оголосив про свою відставку з посади, посилаючись на „системні перешкоди“, що заважають йому ефективно виконувати свої обов'язки. Відставка відбулася незадовго до Конференції з питань відновлення України в Берліні та Глобального саміт миру в Швейцарії.

## 11-20 червня

### 11 червня
ЗСУ завдали ударів по позиціях ракетних установок в Росії, що фактично допомогло зменшити кількість російських обстрілів обложеного Харкова. Хоча російські ракетні та безпілотні обстріли міста продовжуються, Терехов сказав, що можливість нанесення ударів вглиб Росії полегшила ситуацію після тижнів інтенсивних бомбардувань: „Можливо, саме тому Харків пережив цей період … затишшя протягом останніх кількох тижнів … що не було таких великих авіаударів, як, наприклад, у травні“.
Міністерство оборони Великобританії повідомило, що російські війська, схоже, досягли обмеженого прориву в східних передмістях Часів Яру і, можливо, взяли під контроль село Іванівське на південний схід від міста. У забудованих районах Часів Яру точилися запеклі бої, де українські війська намагалися зупинити просування російських військ. Російські сили, ймовірно, залишилися на східній стороні каналу, що проходить через село. Цілком ймовірно, що росіяни витіснили українців з околиць Часів Яру за допомогою піхоти ціною великих втрат. За словами міністерства, „Часів Яр є цінним для Росії через його стратегічне розташування на вершині пагорба, а також через його попереднє використання логістичним вузлом для Збройних сил України“. За даними ISW, російські війська просунулися на південний схід від Куп'янська і на північний захід від Авдіївки.
Майже 12 тис. людей були евакуйовані з Харківської області, включаючи Куп'янський і Вовчанський райони, через руйнування, спричинені російськими атаками. РФ планувала організувати імміграцію щонайменше 50 000 росіян та представників інших етнічних груп в окуповану Запорізьку область, щоб змінити етнічний склад населення і зменшити можливість опору Росії.
Під час прес-конференції з президентом Зеленським міністр оборони Борис Пісторіус оголосив, що Німеччина та її союзники нададуть Україні близько 100 ракет „Patriot“. Міністр Пісторіус також оголосив, що Німеччина надасть третю батарею „Patriot“, зенітні комплекси IRIS-T і Cheetah, а також ракети і боєприпаси в рамках пакету військової допомоги на суму близько 500 мільйонів євро. Канцлер Олаф Шольц заявив на прес-конференції, що Німеччина на той час не мала наміру підтримувати пропозицію президента Франції Макрона відправити військових інструкторів в Україну, зазначивши, що вони продовжать тренувати українських солдатів у Німеччині. Міністерство закордонних справ Норвегії оголосило, що Норвегія надасть Україні допомогу у сфері протиповітряної оборони на суму $257 млн, з яких $134 млн підуть на реалізацію німецької ініціативи щодо закупівлі ракетних комплексів Patriot для України. Крім того, Державний департамент США зняв заборону на постачання зброї та тренування бригади „Азов“ після того, як в ході перевірки було встановлено, що в її діяльності не було порушень прав людини.
Президент Європейської комісії Урсула фон дер Ляєн заявила на конференції з питань відновлення України, що Росія повинна понести відповідальність за свої злочини в Україні. Відповідно, у липні цього року Європейський Союз перерахував Україні 1,6 млрд доларів США у вигляді заморожених прибутків від російських активів. Міністр закордонних справ Антоніо Таяні заявив, що Італія оголосила про план допомоги Україні у розмірі 150 млн доларів на відновлення інфраструктури та залізниць, медичну допомогу, сільське господарство та розмінування, з яких 48 млн доларів підуть на відбудову Одеси. Президент Європейського банку реконструкції та розвитку (ЄБРР) Оділь Рено-Бассо заявила на зустрічі, що банк надасть Україні $1,07 млрд на ремонт пошкодженої енергетичної інфраструктури і ще $26,8 млн на відновлення водопостачання в Миколаєві. Європейський інвестиційний банк (ЄІБ) заявив, що надасть Україні $107 млн на реконструкцію та модернізацію цивільної інфраструктури.
Україна офіційно створила Сили безпілотних систем, підрозділ української армії, що відповідає за використання безпілотників. Напередодні генеральний штаб ЗСУ оголосив, що заступника командувача Сухопутних військ ЗСУ Вадима Сухаревського призначено командувачем новостворених Сил безпілотних систем. Відповідний наказ підписав міністр оборони Рустем Умєров.

### 12 червня
РФ розгорнула найбільшу кількість штурмових підрозділів з восьми бригад на Покровському та Курахівському напрямках у Донецькій області. Бої також велися поблизу Ключівки, Калинівки та Верхнього Яру, продовжувала атаки Білогорівки та намагалася атакувати Сіверськ, місто на північ від Бахмута, з двох напрямків. За словами Сирського, на Харківському напрямку російські війська намагалися просунутися вперед і створити так званий „пояс безпеки“, але безуспішно, додавши, що Росія „загрузла“ в обложеному Вовчанську, але постійно поповнює свої сили підрозділами з інших напрямків. За словами Сирського, російські сили наступали на Старомайорське і Роботине, „але безуспішно“.
За даними ISW, російські війська здійснили підтверджені просування поблизу Вовчанська, Сіверська та Авдіївки, а також у західній частині Запорізької області.
Український штаб повідомив, що Росія атакувала на Харківському, Куп'янському, Лиманському, Сіверському, Краматорському, Покровському, Курахівському та Запорізькому напрямках, де відбулося 126 бойових зіткнень. Протягом доби російські війська здійснили чотири ракетних удари, 38 авіаударів та 94 обстріли українських позицій та населених пунктів. Українська авіація та артилерія завдали п'ять ударів по місцях зосередження, три — по зенітних комплексах і один — по артилерійському підрозділу. Голова української розвідки генерал Кирило Буданов повідомив, що росіяни встановили в окупованому Криму новітній зенітно-ракетний комплекс С-500 „Прометей“ для захисту Кримського мосту; „Система протиповітряної оборони Росії посилюється. Це цілком очевидно і зрозуміло. З'явилися новітні елементи С-500, фактично це буде їхнє експериментальне застосування, але там [у Криму] вони вже з'явилися“.
Протягом ночі Росія атакувала Україну шістьма ракетами, включаючи чотири крилаті ракети Х-101/Х-555 (запущені з Ту-95МС з Саратовської області), одну балістичну ракету „Іскандер-М“ (з Криму) та одну гіперзвукову ракету „Кінджал“ (з Тамбовської області), а також 24 безпілотники „Shahed-136“ (з Єйська та Приморсько-Ахтарська). Українська протиповітряна оборона збила п'ять ракет (крім ракети „Іскандер“) і всі безпілотники в Київській, Запорізькій, Полтавській, Дніпропетровській, Харківській та Вінницькій областях. За даними місцевої влади, частина ракет і безпілотників летіла в бік Києва. У Київській області падіння уламків спричинило пожежу на промисловому об'єкті та складі, пошкоджено приватний будинок, автозаправну станцію та гараж, одна людина отримала поранення. У Дніпропетровській області пошкоджено дев'ять приватних будинків, троє людей отримали травми. У Сумській області пошкоджено об'єкт енергетики, внаслідок чого знеструмлено 14 сіл.

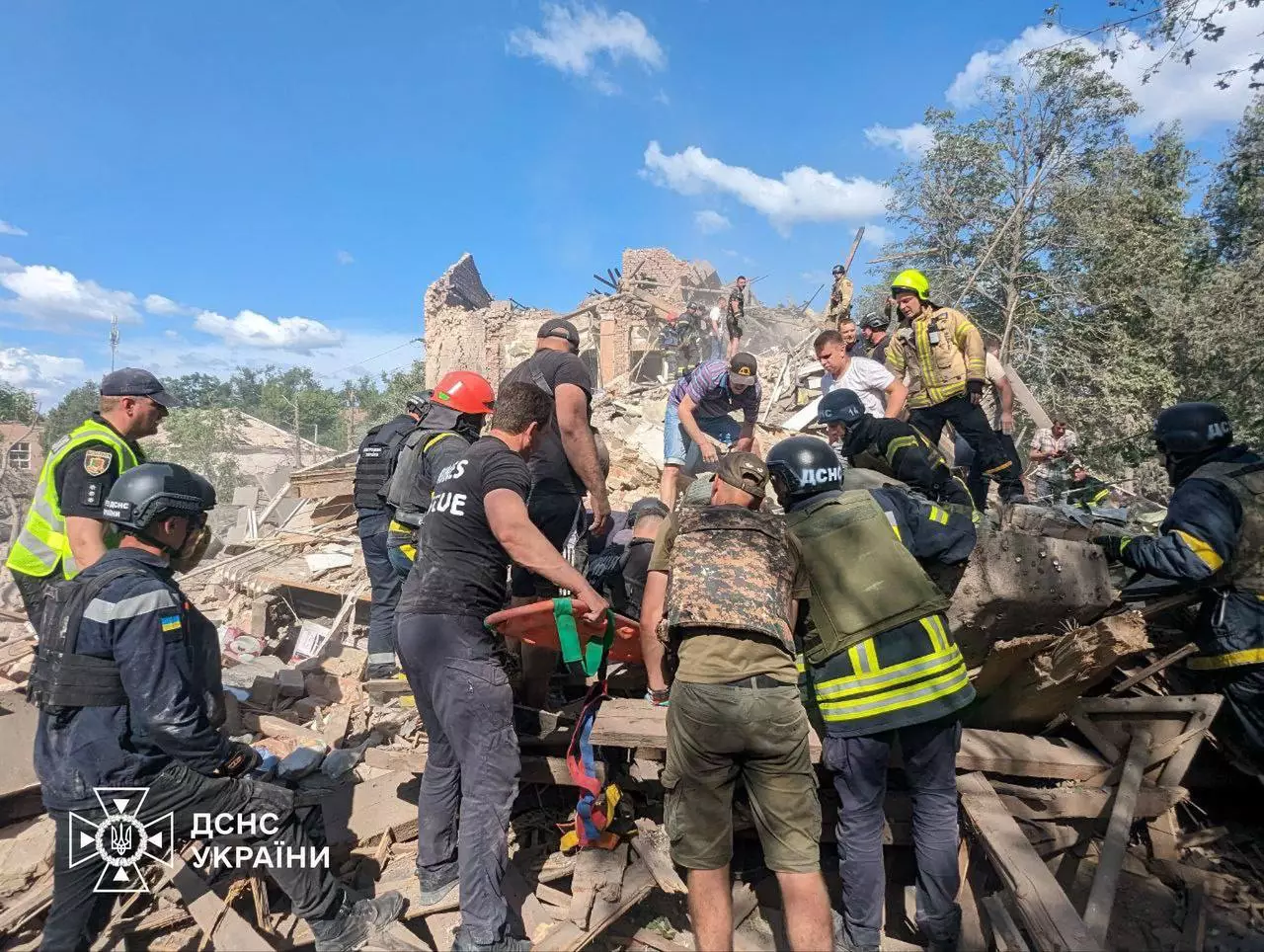
Розбіл завалів в Кривому Розі. 12 червня 2024

Міністерство оборони Росії заявило, що це був напад на „авіаційний парк та інфраструктуру авіабази Збройних сил України, а також пункт тимчасової дислокації іноземних найманців, полігони для тренувань з використання безпілотників, склади боєприпасів і вибухівки“. Український солдат заявив, що збив крилату ракету з кулемета під час російської атаки на Київ.
Генеральна прокуратура України повідомила, що в результаті ракетного обстрілу житлового кварталу в місті Кривий Ріг загинули щонайменше дев'ять осіб і 32 отримали поранення, в тому числі п'ятеро дітей. Міський голова Олександр Вілкул повідомив, що вибух стався в місті о 15:51. За повідомленнями, пошкоджено адміністративну будівлю та багатоповерхівку.
Місцеві ЗМІ повідомили, що вибухи сталися в Криму та Краснодарському краї. За словами українських офіційних осіб, було знищено російський ЗРК С-300 поблизу аеропорту Бельбек і два ЗРК С-400 поблизу Бельбеку і Севастополя. Українське партизанське угруповання „Атеш“ заявило, що члени організації облили легкозаймистою рідиною станцію супутникового зв'язку Р-441 „Лівен“ російського 584-го гвардійського зенітно-ракетного полку, що дислокується в підмосковному Клину, а потім підпалили її.
Міністр оборони Кайса Оллонгрен заявила, що Нідерланди поставлять перші винищувачі F-16 в Україну цього літа, відразу після Данії. Міністерство оборони Литви оголосило, що надасть Україні 14 бронетранспортерів М113 для допомоги в розмінуванні. Міністр з питань стратегічних галузей промисловості України Олександр Камишин повідомив, що досяг домовленості з німецьким виробником зброї Rheinmetall про початок виробництва сучасних бойових машин піхоти Lynx в Україні у 2024 році.
Генеральний секретар НАТО Єнс Столтенберг відвідав Угорщину і після переговорів з прем'єр-міністром Орбаном заявив: „Я очікую, що союзники домовляться про провідну роль НАТО в координації та наданні Україні допомоги у сфері безпеки та тренувань. Я також очікую, що союзники домовляться про довгострокові фінансові зобов'язання щодо надання військової підтримки“, додавши, що „прем'єр-міністр Орбан чітко дав зрозуміти, що Угорщина не братиме участі в зусиллях НАТО“, але також „не буде протидіяти цим зусиллям, дозволяючи іншим союзникам продовжувати рухатися вперед“.

### 13 червня
За добу ЗСУ ліквідували 980 окупантів, з початку повномасштабної війни, ЗС РФ втратили 522 810 осіб. За добу ЗСУ знищили 17 танків і 34 артилерійські системи.
За даними ISW, українські сили просунулися на північ від Харкова, тоді як російські війська здійснили незначне просування поблизу Сіверська та Авдіївки.
Голова ОВА Олег Синєгубов повідомив, що в Харківській області відбулося п'ять бойових зіткнень, а спроби російських військ наблизитися до українських позицій в районі Липців, Вовчанська та Тихого провалилися. На Куп'янському напрямку кількість бойових зіткнень зросла до 13. Російські війська здійснювали обстріли в районі Синявлівки, Петропавлівки, Новошишнівки, Піщаного та М'ясожарівки, де дев'ять атак зазнали невдачі. У районі Петропавлівки, Піщан і М'ясожарівки тривали бої, але ситуація була під контролем.
В результаті російської атаки на Новомосковськ Дніпропетровської області постраждало 5 осіб, у тому числі 3-річна дівчинка, стан якої оцінюється як середньої тяжкості. Атака пошкодила 91 будинок, п'ять навчальних закладів та газову інфраструктуру.
Міністерство оборони Росії заявило, що три безпілотники над Ярославською областю і ще один над Володимирською областю були знищені..
Президент Володимир Зеленський відвідав Італію, де взяв участь у зустрічі G7 і зустрівся з прем'єр-міністром Італії Джорджією Мелоні. На прес-конференції Зеленський заявив, що нещодавня допомога від низки країн допомогла українській армії провести ротацію на східному фронті. Пізніше Зеленський і прем'єр-міністр Японії Фуміо Кісіда підписали 10-річну угоду про безпеку. Японія надасть Україні 4,5 мільярда доларів допомоги до 2024 року і забезпечить підтримку у сферах безпеки, оборони, гуманітарної допомоги, технологій та фінансів.
Потім Зеленський зустрівся з Президентом США Джо Байденом. Обидві сторони підписали 10-річну угоду про безпеку. США підтримають Україну у перемозі у війні та охарактеризували угоду як міст, що дозволить Україні вступити до НАТО в майбутньому. США також пообіцяли підтримати Україну в розвитку сучасних збройних сил, сумісних з НАТО і здатних захистити від майбутньої агресії, включаючи розвиток української протиповітряної і протиракетної оборони, кібербезпеки і військово-морського потенціалу, а також придбання сучасного парку бойових літаків, включаючи F-16, серед інших. В угоді також підкреслювалося, що Україна має отримати справедливу компенсацію за шкоду, завдану російськими атаками, і що США продовжуватимуть контролювати російські активи під американською юрисдикцією доти, доки Росія не заплатить за шкоду, завдану Україні.
На саміті в Італії G7 досягла домовленості про надання Україні 50-мільярдного кредиту на військові цілі до кінця 2024 року. Кредит буде погашатися з відсотками за рахунок заморожених російських активів на суму близько 300 мільярдів доларів. Міністр оборони Білл Блер оголосив, що Канада надасть Україні новий пакет військової допомоги, який включає перший транш з 2300 списаних ракетних двигунів CRV7 без боєголовок, чотири бронемашини (з 50), які будуть зібрані в Києві, а також 29 дистанційно керованих станцій озброєння „Nanuk“ і 130 000 боєприпасів. Міністерство оборони України заявило, що українська армія отримає постачання 152-мм артилерійських снарядів на суму близько 376 млн доларів США від „Міжнародного фонду для України“ (IFU), який управляється і фінансується Великою Британією, а також Австралією, Данією, Ісландією, Литвою, Нідерландами, Норвегією, Швецією та Новою Зеландією. Крім того, уряд Норвегії оголосив, що передасть Україні 81-мм мінометні міни вартістю 41 млн євро.
Міністр оборони США Ллойд Остін заявив на церемонії відкриття 23-го засідання Контактної групи з питань оборони України, що з моменту вторгнення Росії в лютому 2022 року щонайменше 350 000 російських солдатів були вбиті або поранені, 24 російські військові кораблі були потоплені або пошкоджені в Чорному морі, а до моменту відновлення наступу російської армії у вересні 2023 року вона втратила понад 2600 танків на передовій, що вкотре нагадує людям про ціну, яку Росія заплатила за імперські амбіції Путіна. Він також подякував партнерам по всьому світу за підтримку України, додавши, що з лютого 2022 року Контактна група надала Україні понад 98 мільярдів доларів військової допомоги
Президент Зеленський заявив, що отримав усні запевнення від лідера КНР Сі Цзіньпіна, що Китай не постачатиме Росії зброю.

### 14 червня
Зранку ЗС РФ нанесли удар по Хмельницькій області. Також росіяни завдали авіаударів по селу Глушківка Куп'янського району та селу Кутузівка Харківського району.

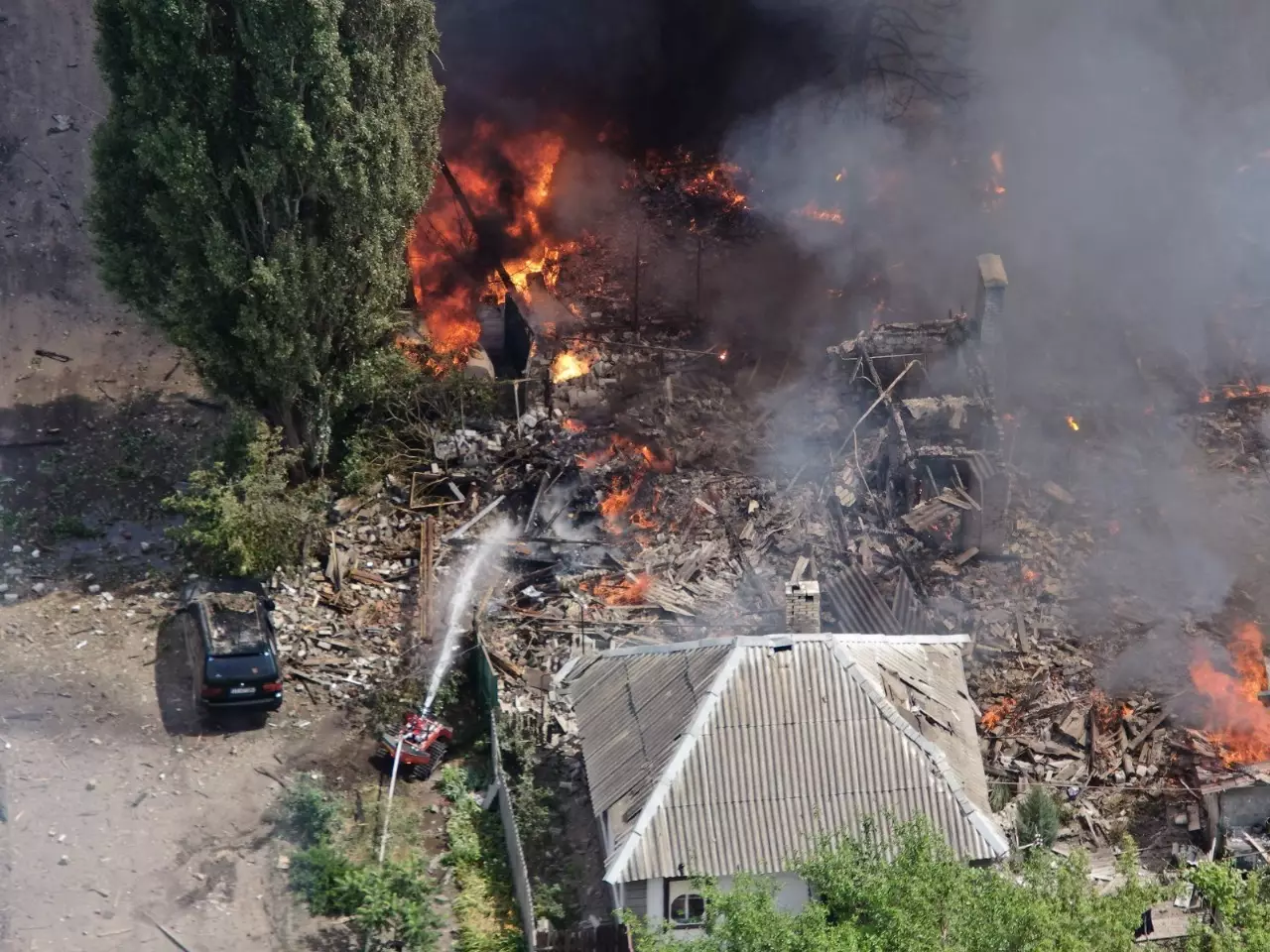
Будинки в Дружківці після російського обстрілу. 14 червня 2024

Українська 68-а єгерська бригада повідомила, що під час боїв на Покровському напрямку знищила цілу російську танкову роту з 16 одиниць техніки, включаючи вісім танків і вісім бойових машин піхоти. Пізніше речник групи „Хортиця“ підтвердив повідомлення бригади, заявивши, що „На Покровському напрямку наші сили оборони знищили вісім російських танків і ще два пошкодили. Загалом їх там 10 одиниць, що становить танкову роту. Крім того, на цій ділянці фронту захисники знищили ще вісім бойових броньованих машин, дві артилерійські системи та чотири інші машини (ще одна пошкоджена)“.
За даними ISW, президент Путін висунув безкомпромісні вимоги щодо капітуляції України як передумови для „мирних“ переговорів, включно з визнанням українцями незаконної анексії Росією окупованих і контрольованих територій на сході і півдні України. Тим часом, російські війська здійснили підтверджені просування поблизу Авдіївки та Донецька.
Повітряні сили Збройних сил України заявили, що Росія вночі здійснила напад на Україну, застосувавши 17 безпілотників Shahed 136/131 (з Єйська) та 14 ракет, у тому числі 10 крилатих ракет Х-101/Х-555 (запущені з літаків Ту-95МС з Саратовської області), три балістичні ракети „Іскандер-М“ (з Криму та Краснодарського краю) та одну гіперзвукову ракету „Кинджал“ (з Тамбовської області). Українська протиповітряна оборона, мобільні вогневі групи та засоби радіоелектронної боротьби знищили сім ракет Х-101/Х-555 та всі безпілотники в Одеській, Запорізькій, Миколаївській, Кіровоградській, Хмельницькій, Харківській та Дніпропетровській областях. Військова адміністрація повідомила, що одна людина загинула і семеро отримали поранення в результаті російського ракетного обстрілу в Сумській області. Протягом дня росіяни атакували регіон, використовуючи безпілотники, міномети, артилерію та ракети. Загалом було зафіксовано 38 вибухів.
Міністерство оборони Німеччини оголосило про надання чергового пакету військової допомоги Україні, який включає три пускові установки M142 HIMARS (придбані у США), 20 бойових машин піхоти Marder 1, 10 танків Leopard 1, дві системи протиповітряної оборони IRIS-T, 21 000 боєприпасів калібру 155 мм і три машини для будівництва мостів Beave. Міністр оборони Південної Кореї Шин Вон Сік заявив, що Північна Корея відправила до Росії щонайменше 10 000 контейнерів з 4,8 млн артилерійських боєприпасів для використання в Україні, а також „десятки“ балістичних ракет.

### 15 червня
За оцінкою ISW, російські сили незначно просунулися поблизу Куп’янська та Авдіївки .
ЗСУ ліквідували 1090 окупантів, загальні втрати ЗС РФ з початку повномасштабного вторгнення зросли до 525 150 осіб. ЗСУ знищили 20 танків, 29 ББМ та 37 артсистем противника.
Голова ОВА Вадим Філашкін повідомив, що близько 9:00 троє людей загинули і п'ятеро отримали поранення внаслідок російського обстрілу касетними боєприпасами (з пускової установки "Смерч") по селищу Уляки Донецької області. Під час обстрілу було пошкоджено дві адміністративні будівлі, будинок, магазин і вісім автомобілів . У Міністерстві енергетики України повідомили, що за останню добу Росія пошкодила енергетичну інфраструктуру в Чернігівській і Кіровоградській областях і підстанцію на сході України, спричинивши перебої та відключення електроенергії в багатьох місцях. Напади спричинили дефіцит електроенергії в країні, що вимагало перенаправлення додаткової електроенергії з Польщі .
Президент Володимир Зеленський в інтерв’ю італійському телеканалу Sky TG24 заявив, що «росіяни намагалися залякати українців ударами з керованих авіаційних бомб, використовуючи 3200-3500 КАБ на місяць виключно проти мирного населення та цивільної інфраструктури. Щоб люди боялися і тікали з міста чи громади, щоб Росія захопила ці села та міста. І це головна мета. Ось що зробив Гітлер – килимове бомбардування».
За словами губернатора В'ячеслава Гладкова, внаслідок українського обстрілу Шебекіно обвалився під'їзд житлового будинку, в результаті чого загинули п'ятеро людей і шестеро отримали поранення .
Віце-президент США Камала Гарріс оголосила про надання Україні пакету гуманітарної допомоги у розмірі 1,5 млрд доларів для відновлення енергетичних об'єктів, задоволення нагальних гуманітарних потреб та посилення цивільної безпеки.
Уповноважений Верховної Ради України з прав людини Дмитро Лубінець заявив, що Україна постійно пропонувала Росії різні ініціативи щодо обміну військовополоненими, в тому числі обмін всіх військовополонених, але Росія не зацікавлена в цьому, тому це не було реалізовано. Лубінець заявив, що "як людина, яка постійно бере участь у цих процесах, можу підтвердити, що Україна ніколи не відмовлялася від обміну військовополоненими. Навпаки, ми постійно виходили з новими ініціативами. Якби росіяни були зацікавлені в поверненні своїх військовополонених, ми б давно це зробили. Складається враження, що вони їм просто не потрібні" .
Дводенний (15-16 червня 2024 року) міжнародний мирний саміт України розпочався в Бюргенштоці, Нідвальден, Швейцарія, за участі 92 країн, зокрема 57 глав держав, 29 міністрів і восьми послів, а також представників восьми міжнародних організацій. Росія і Китай не були присутні.

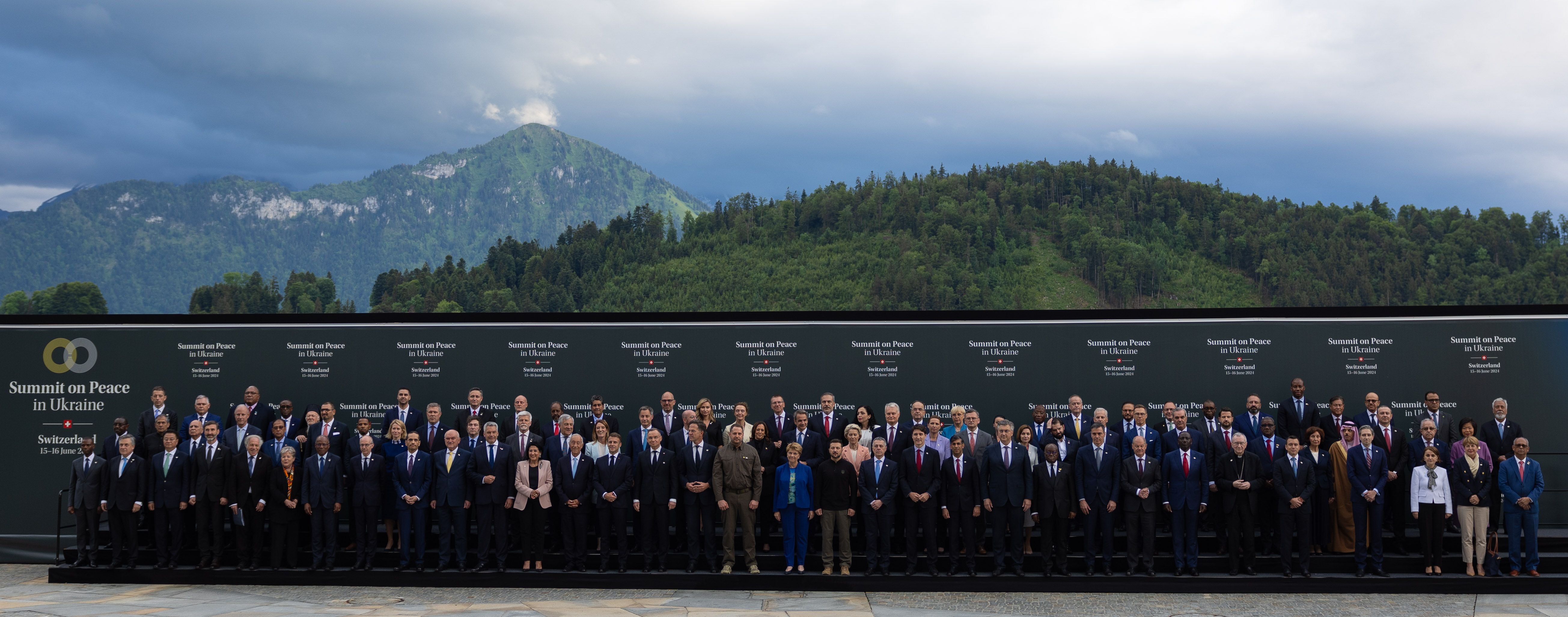
Загальне фото Глобального Саміту миру 15 червня 2024

### 17 червня
ЗС РФ просувалися на схід, на ділянках Курахове, Покровськ, Куп'янськ і Времівка, намагаючись прорвати оборону, важкі бої точилися поблизу Глибокого, Часового Яру та Старомайорського, Роботиного та Кринок, а також на островах у прибережній зоні лівого берега Дніпра.
Міністерство оборони Великої Британії повідомило, що російські війська, ймовірно, взяли під контроль село Новоолександрівка, що лежить приблизно за 20 км на північ від Авдіївки. Взявши під контроль село, Росія впритул наблизилася до загрози дорозі Т0504, одному з головних шляхів постачання українських сил на схід. За словами міністерства, „дуже ймовірно, що село Воздвиженка стане наступною ціллю Росії, яка прагне перерізати дорогу і порушити українську логістику“. За даними ISW, російські війська просунулися вперед у районі Сіверська, Часового Яру та Авдіївки. Крім того, повідомляється, що Росія має проблеми з виробництвом артилерійських снарядів та окремих артилерійських систем.
Вночі на території Росії під удар потрапила нафтобаза у Темрюкському районі Краснодарського краю. Росіяни завдали ракетного удару по Полтаві, влучили у цивільну інфраструктур. Нацполіція виявила та знищила позиції окупантів у Часовому Яру.
Голова ОВА Філіп Пронін повідомив, що Росія здійснила ракетний обстріл (ймовірно, ракетою Х-59) Полтави, в результаті якого постраждали об'єкти цивільної інфраструктури і було поранено щонайменше 22 особи, в тому числі троє дітей. Було пошкоджено кілька багатоповерхових будинків. ЗС РФ завдавали авіаударів по Харківській області в середньому по 16 годин на добу, використовуючи ракети, планерні бомби і безпілотники, руйнуючи села та енергетичну інфраструктуру (позбавивши близько 50 000 жителів електроенергії), вбиваючи мирних жителів і перешкоджаючи роботі бізнесу.
Путін підписав указ про відставку чотирьох заступників міністра оборони: Миколи Панкова, Руслана Калікова, Тетяни Шевцової та Павла Попова, і призначив на ці посади Леоніда Горніна, Павла Владкова та Олега Савельєва, а також двоюрідну сестру Путіна Анну Цивільову.
Слідчий комітет Росії заочно звинуватив українського полковника Миколу Дзямана в тероризмі і оголосив його у федеральний розшук за те, що він нібито віддав „незаконний наказ“ збити літак А-50У над Азовським морем, що призвело до загибелі 10 членів екіпажу.
Згідно з аналізом Маркуса Райснера, українська армія „змогла повернути ініціативу принаймні на деяких напрямках“ під час боїв у Харківській області. Це сталося завдяки атакам на об'єкти постачання та логістики безпосередньо за лінією фронту, однак ситуація там була незрозумілою через інформаційну війну. За словами Райснера, російські війська „продовжували долати відстань у 200—500 м на день“ на Донбасі. Під час боїв за Часів Яр російські війська не припиняли спроб увійти в місто через канал Донецьк — Донбас, який пролягає на схід від міста. Район поблизу Череметина також був місцем особливо запеклих боїв і перебував у центрі уваги, оскільки там проходив „дуже важливий“ маршрут постачання українських сил, що пролягав лише за кілька кілометрів за лінією фронту. Він опиниться під загрозою, якщо російські війська продовжать просування на Донбасі. Відповідаючи на запитання, чи намагалися українські сили атакувати логістику через російський кордон, пан Райзнер пояснив, що не було повідомлень про напади на російські міста, включаючи Ростов-на-Дону, Воронеж і Курськ, які є „центральними розподільчими і перевантажувальними пунктами“. Натомість, за словами Рейснера, українські військові виступали за використання ракет ATACMS і HIMARS проти російських систем протиповітряної оборони, щоб закласти основу для майбутнього розгортання винищувачів F-16.

### 18 червня
Кількість боїв на фронті сягнула 56, половина з них відбулась на Покровському і Сіверському напрямках.
Українські війська відновили позиції на південний захід від Вовчанська і, як повідомляється, відбили село Тихе на захід від міста. Українська 3-я штурмова бригада повідомила, що російські війська посилили атаки в прикордонних районах Луганської області з метою захоплення села Борова в Харківській області, додавши, що „Лінія фронту … у Харківській області (…) була однією з найбільш інтенсивних ділянок ворожого наступу“. „Найближчим завданням окупантів було вийти до Чернишівни та Першотравневого, а потім зайняти Борову“. За даними українського проекту DeepState, Росія зібрала 10 000 військових в рамках „ударного кулака“, спрямованого на захоплення села. У 3-й бригаді також повідомили, що „противник кидав в атаки на наші позиції цілі взводи і роти“, але „їх швидка ліквідація компенсувалася щотижневим поповненням на 250—400 бійців“. Бригада заявила, що їй вдалося утримати лінію фронту, „незважаючи на переважаючу чисельність противника і відсутність резервів“.
За даними ISW, російські війська незначно просунулися вперед в районі Вовчанська, Сватового та Авдіївки. Український військовий аналітик Костянтин Машовець заявив, що російське угруповання військ „Центр“ налічувало близько 87 000 військовослужбовців, 365 танків, 864 бойові броньовані машини, з яких близько 68-70 000 чоловік, 310—320 танків і близько 576 бойових броньованих машин були перекинуті до Покровська.
РФ атакувала Україну вночі 10 безпілотниками „Shahed136/131“, запущеними з Приморсько-Ахтарська. Українські засоби протиповітряної оборони та мобільні вогневі групи знищили всі безпілотники в Запорізькій і Дніпропетровській областях».
Губернатор Василь Голубєв заявив, що кілька нафтосховищ загорілися в результаті нічної атаки безпілотника в Азові на південному заході Ростовської області. Міністерство надзвичайних ситуацій Росії повідомило, що було знищено 5 000 м³ нафтопродуктів. Крім того, «на місце події був направлений пожежний потяг. У гасінні пожежі брали участь 73 пожежники і 21 пожежна машина. Постраждалих немає». За даними місцевих джерел, вночі ракети «Нептун» влучили в нафтобазу в Краснодарському краї, пошкодивши трубопровід, «технічні споруди» і спричинивши пожежу. Про постраждалих не повідомляється.
Міністр закордонних справ Данії Ларс Люкке Расмуссен оголосив, що Данія надасть черговий пакет військової допомоги Україні на суму понад 170 млн доларів, включаючи фінансову підтримку оборонної промисловості України та обладнання для винищувачів F-16.
Державний секретар США Ентоні Блінкен провів спільну прес-конференцію після зустрічі з Генеральним секретарем НАТО Столтенбергом у Вашингтоні. Столтенберг заявив, що агресивна війна Росії продемонструвала і підтвердила дуже тісний союз Росії з авторитарними країнами, такими як Північна Корея, Китай та Іран, однак Китай не може продовжувати підтримувати Росію, зберігаючи при цьому відносини із західними країнами, інакше він зіткнеться з певними наслідками, включаючи неможливість підтримувати нормальні торговельні відносини з Європою. Блінкен засудив Північну Корею та Іран за постачання Росії зброї і закликав Китай припинити підтримку російської оборонної промисловості, охарактеризувавши Китай як такий, що не може вказати, чи сподівається він налагодити кращі відносини з Європою, чи хоче надати кошти для найбільшої загрози безпеці з часів холодної війни.
Генеральний прокурор України Андрій Костін опублікував у соціальних мережах фото і повідомив, що після того, як російські військові обезголовили українського солдата на лінії фронту в Донецькій області, його голову поклали на військову машину. Це було описано як ще один воєнний злочин, який також було скоєно російською владою. Прокуратура отримала інформацію, що російське командування наказало не брати українських солдатів у полон, але застосовувати до них нелюдські заходи, такі як відсікання голови.
Швейцарська влада заявила, що замах на український мирний саміт було зірвано. Російський дипломат був заарештований «за кілька тижнів» до саміту, коли він намагався придбати вогнепальну зброю і небезпечні речовини в кількох місцях у Швейцарії.

### 19 червня

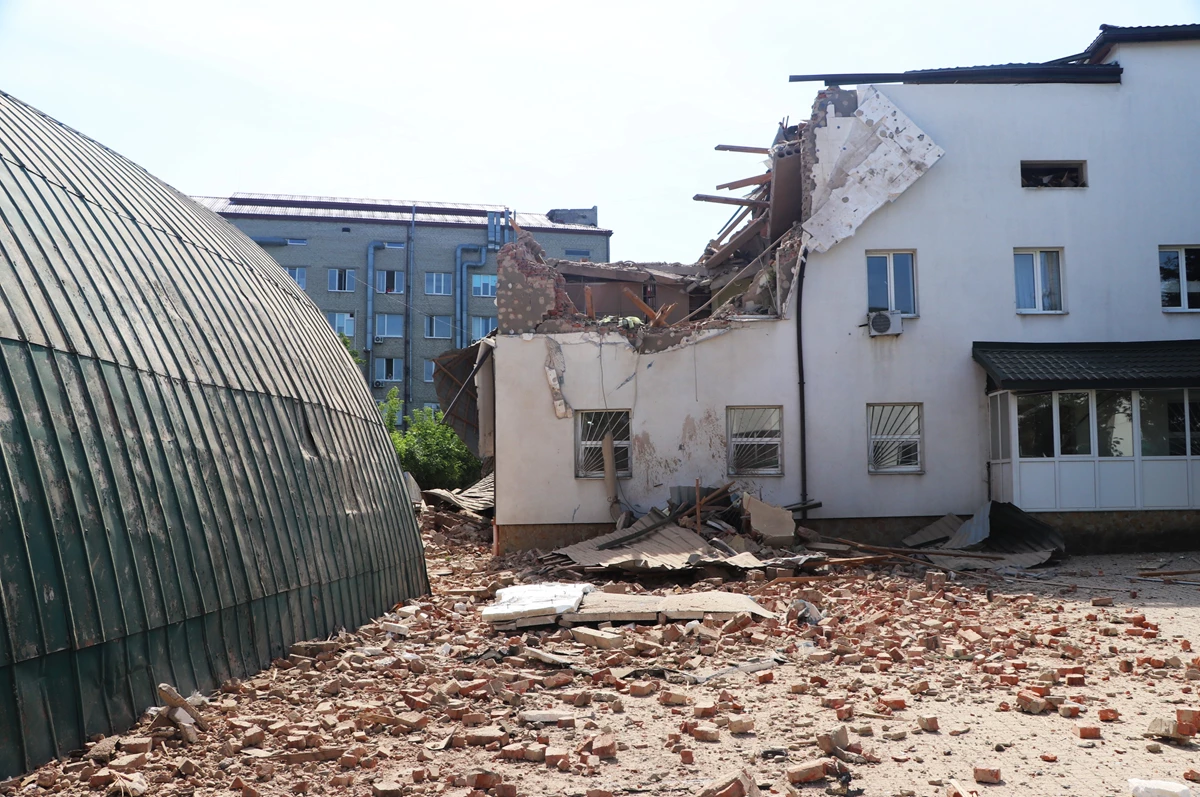
Будівля НДІ ветеринарних препаратів та кормових добавок у Львові після атаки 19 червня 2024

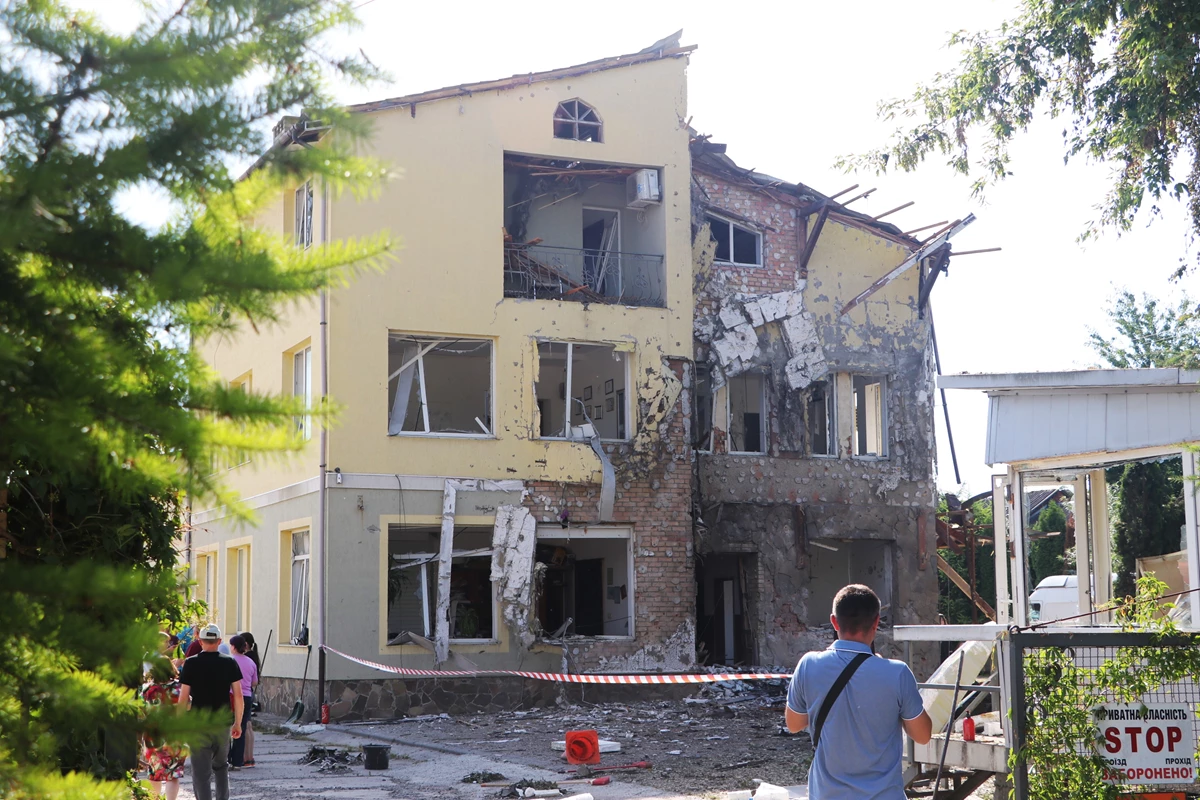
Руйнування в Малехові внаслідок нічного попадання уламків збитих російських безпілотників.

ЗСУ ліквідували 1130 окупантів, з початку повномасштабного вторгнення, ЗС РФ втратили 529 750 осіб. За добу ЗСУ знищили 12 бойових броньованих машин і 48 артилерійських систем.
За даними ISW, українські сили відбили позиції біля села Станиця, тоді як російські війська просунулися вперед біля Часового Яру, Донецька та на сході Херсонської області.
РФ атакувала в напрямках Куп'янська, Лиману, Сіверська, Краматорська, Покровська, Курахового, Врем'ївки, Запоріжжя та Херсона, де відбулося 158 бойових зіткнень. Протягом 24 годин російські війська здійснили три ракетні удари, 53 авіаудари та 89 обстрілів українських позицій і населених пунктів (повідомлялося про жертви серед цивільного населення).
Повітряні сили Збройних сил України повідомили, що Росія атакувала Україну вночі, використавши 21 безпілотник «Shahed-131/136», запущений з Приморсько-Ахтарська та окупованого Криму. Українські засоби протиповітряної оборони та мобільні вогневі групи знищили 19 безпілотників над Херсонською, Миколаївською, Дніпропетровською, Кіровоградською, Хмельницькою та Львівською областями. Зранку у Львові 70-річний чоловік отримав поранення внаслідок падіння уламків безпілотника, пошкоджено багатоповерхівку та офісний центр. Голова військової адміністрації Роман Мрочко повідомив, що близько 18:00 за місцевим часом російські війська атакували Дніпровський ринок у Херсоні, в результаті чого поранення отримали двоє чоловіків у віці 30 і 52 років. 52-річний чоловік, який перебував у важкому стані, пізніше помер у лікарні. Міський голова Ігор Терехов повідомив, що одна людина отримала поранення після того, як дві російські керовані бомби влучили в дитячий заклад на околиці Харкова.
За даними російської опозиційної служби АСТРА, за останні чотири місяці Росія скинула 103 бомби на свої та окуповані території, в тому числі три бомби за останній тиждень. Більшість «самонападів» відбулися в Бєлгородській області, розташованій уздовж кордону з Україною.
Під час свого візиту до Північної Кореї президент Володимир Путін відвідав Пхеньян, де зустрівся з лідером Кім Чен Ином. Обидві сторони підписали «Договір про всеосяжне стратегічне партнерство», який передбачає, що в разі нападу на одну зі сторін інша сторона надасть допомогу. Путін заявив, що взаємодія між Росією і Північною Кореєю ґрунтується на рівноправності і взаємоповазі, а досягнення попередніх поколінь забезпечують хорошу основу для нинішнього розвитку відносин між двома країнами, і сказав, що він «дуже цінує те, що Корейська Народно-Демократична Республіка рішуче підтримала спеціальну військову операцію в Україні». У свою чергу, Кім Чен Ин високо оцінив роль і місію могутньої Росії у підтримці глобальної стабільності та стратегічного балансу, а також заявив про «безумовну підтримку» Росії у її вторгненні в Україну.
Посилаючись на анонімні джерела фінської військової розвідки, громадська телерадіокомпанія Yle повідомила, що російська армія перекинула більшість сухопутних військ, дислокованих поблизу Фінляндії, в Україну. Згідно з повідомленнями, «в середньому 80 відсотків техніки та особового складу були відправлені на війну в Україну». Подібна ситуація склалася і в інших регіонах Росії, за винятком Московської області. В основному це стосувалося сухопутних військ, оскільки протиповітряна оборона, військово-повітряні сили і військово-морський флот були відносно добре укомплектовані. Супутникові знімки підтвердили деякі зміни. Наприклад, кілька десятків підрозділів (і техніки), дислокованих на військовій базі під Петрозаводськом у червні 2023 року, зникли в травні 2024 року.
Українська влада створила національний реєстр, який документує випадки сексуального насильства з боку російських військових у країні. Заступник генерального прокурора Вікторія Литвинова заявила, що реєстр створений в рамках пілотного проекту, в результаті якого вже було заочно засуджено п'ять осіб.

### 20 червня
За даними ISW, українські сили просунулися вперед під Вовчанськом, тоді як російські війська просунулися вперед під Часів Яром, Авдіївкою та Донецьком. ЗС РФ наступали на Покровському напрямку.
Українська 24-та ОМБ заявила, що її підрозділи було передислоковано в Часів Яр для посилення оборони, ситуація в місті була вкрай складною, оскільки ЗС РФ організовували масовані лобові атаки і намагалися обійти місто з півночі та півдня. Часів Яр перебував під безперервним обстрілом російських авіабомб, обидві сторони зазнали втрат.
Вночі РФ атакувала Україну 27 безпілотниками «Shahed-131/136» (запущені з Приморсько-Ахтарська) та дев'ятьма ракетами, включаючи чотири крилаті ракети Х-101/Х-555 (з літаків Ту-95МС над Каспійським морем), три балістичні ракети «Іскандер-М» (з Воронезької області) та дві керовані авіаційні ракети Х-59 (з Азовського моря). Українська протиповітряна оборона знищила всі безпілотники, чотири ракети Х-101/Х-555 та одну ракету Х-59 над Херсонською, Миколаївською, Дніпропетровською, Запорізькою, Київською, Полтавською, Вінницькою, Черкаською, Донецькою та Харківською областями.
ЗС РФ провела атаку безпілотниками на енергетичні об'єкти в Дніпропетровській, Вінницькій, Київській та Донецькій областях, на одній теплоелектростанції виникла пожежа, що призвела до серйозних пошкоджень. Семеро працівників отримали поранення. В результаті російської атаки на Нікопольський район було пошкоджено сім приватних будинків, п'ять складів, автомобілі та лінії електропередач. Внаслідок російських обстрілів у Херсоні зникло енергопостачання.
ЗС РФ застосувала керовану авіаційну бомбу для атаки на Костянтинівку, в результаті чого загинуло щонайменше четверо цивільних осіб і ще четверо отримали поранення. 43-річний чоловік загинув внаслідок нападу росіян на цивільний автомобіль у селі Текстильне Херсонської області.
Вночі пройшла атака українських БПЛА на Афіпський нафтопереробний завод у Краснодарському краї. Місцева влада повідомила, що безпілотники атакували склад паливно-мастильних матеріалів «Тамбовнафтопродукт» у Тамбовській області та Енемську нафтобазу компанії «Лукойл-Югнефтепродукт» в Адигеї; атаки були здійснені СБУ. МО Росії заявило, що безпілотники були збиті над Адигеєю (6), Краснодарським краєм (3) і Брянською (3), Ростовською (1), Білгородською (1) і Орловською (1) областями.
Румунський уряд пообіцяв надати Україні батарею «Patriot» для посилення її протиповітряної оборони, але це зобов'язання залежало від того, чи погодяться союзники, головним чином США, надати Румунії альтернативне «проміжне рішення». Координатор зі стратегічних комунікацій Ради національної безпеки США Джон Кірбі підтвердив, що уряд США прийняв «важке, але необхідне рішення» про «зміну пріоритетів» майбутніх запланованих поставок американської військової продукції (ракет Patriot і NASAMS) до інших країн на користь України, зосередившись на поставках до України, поки вона не матиме достатньої кількості ракет для самозахисту. Як наслідок, замовлення до інших країн були призупинені на 16 місяців.
Офіс президента Південної Кореї заявив, що політика відмови від прямих поставок зброї Україні буде переглянута у відповідь на пункт про взаємну оборону в Договорі про всеосяжне стратегічне партнерство, підписаному між Росією та Північною Кореєю. На той час Південна Корея надавала Україні лише гуманітарну допомогу.
Росія заявила, що вперше застосувала реактивну систему залпового вогню ФАБ-3000 М-54 з уніфікованим модулем планування та корекції (УМПК) для атаки українських позицій під Липцями в Харківській області.

## 21-30 червня

### 21 червня
Кілька днів тривав російський наступ на Часів Яр з боку Торецька, росіяни намагалися проникнути з окупованої Горлівки до сіл Шуми і Нью-Йорка. Протягом тижня обстріли відбувалися безперервно. Були механізовані атаки на Часів Яр, а також невеликі групи по п'ять чоловік намагалися прорватися в два райони. ЗС РФ тричі намагалися наблизитися до українських позицій поблизу Часів Яру та Ключіївки, але ситуація лишалася під контролем і бої тривали. ЗСУ зупинили наступ і на деяких ділянках укріпили позиції.
За даними ISW, російські війська просунулися на південний схід від Куп'янська, на південний захід від Сватового та на захід і південний захід від Донецька.
ЗС РФ атакувала Україну вночі чотирма керованими ракетами Х-59/Х-69, запущеними з літаків тактичної авіації. Українська протиповітряна оборона знищила всі ракети в Кіровоградській та Херсонській областях.
ЗС РФ скинули керовану авіаційну бомбу на Селидове, в результаті чого двоє людей загинули і троє отримали поранення. Метою атаки був житловий район, де було пошкоджено шість будинків, п'ять багатоповерхівок і автомобіль.
Зранку російський безпілотник влучив у поштовий автомобіль «Укрпошти» у Вовчанську Харківської області, загинув кур'єр і був поранений водій.
Безпілотники СБУ та ВМС України атакували чотири нафтопереробні заводи в Краснодарському краї та Астраханській області. Також були атаковані 167-й навчальний центр на військовому аеродромі в Єзьку, де зберігалися і готувалися безпілотники «Shahed», а також будівлі для підготовки безпілотників, командні пункти і центри зв'язку, розташовані в Краснодарському краї. Українські сили також завдали ударів по російських радіолокаційних станціях і центрах радіоелектронної розвідки в Криму і Брянській області. У свою чергу, Росія заявила, що Україна завдала 114 ударів з безпілотників по Криму, Краснодарському краю і Волгоградській області. Міністерство оборони Росії повідомило, що 43 безпілотники були збиті над Краснодарським краєм, 70 — над Кримом і один — у Волгограді. Шість військово-морських безпілотників були знищені в Чорному морі. Російські офіційні особи заявили, що в Краснодарському краї одна людина загинула і шестеро отримали поранення. Раніше повідомлялося, що на нафтопереробному заводі ім. Ілліча в Краснодарському краї виникла «пожежа площею 50 м²», яку вдалося загасити. Також був атакований військовий аеропорт в Єйську.
Під час атак над Кримом зенітний комплекс Панцирь-С1 помилково збив гелікоптер Ка-29, загинув екіпаж з чотирьох осіб.
США розширили права України на використання американської зброї. Відтепер українській стороні також дозволили використовувати американську зброю проти військових об'єктів у Росії, які не перебувають у безпосередній близькості до Харківської області, але за умови, що це буде зроблено з метою самооборони.
Міністр оборони Нідерландів Кайса Оллонгрен заявила, що Нідерланди співпрацюватимуть з іншою країною, щоб надати Україні компоненти для зенітно-ракетного комплексу Patriot; Нідерланди нададуть радар і пускові установки. Комісар ЄС з питань торгівлі Валдіс Домбровскіс заявив, що «до літніх канікул» Україна отримає перший транш доходів на суму близько 1,6 млрд доларів від російських активів, заморожених у Європейському Союзі. У 2024 році Україна отримає загалом 3,2 мільярда доларів прибутку від заморожених активів.
Президент Зеленський призначив Олексія Морозова начальником Управління державної охорони України замість Сергія Рудя, якого було звільнено 9 травня через наявність російської агентури в Управлінні.

### 22 червня
За даними проєкту DeepState, російські війська могли захопити село Шуми за 10 км від Торецька. Кирило Сазонов, блогер і боєць 41-ї ОМБ заявив, що Шуми і Північне лежать у «сірій зоні», і підтвердив, що російські війська витіснили українців з кількох позицій, але зазнали втрат. Росія почала стріляти крилатими ракетами «Калібр» з кораблів в Азовському морі, оскільки їхнє базування в Чорному морі стало недостатньо безпечним. За даними ISW, російські війська збільшили темпи наступальних операцій у Донецькій області, водночас зменшивши частоту обстрілів на півночі Харківської області, що передусім мало на меті знерухомити та відволікти українські сили, аби дати змогу росіянам посилити атаки на інших ділянках фронту. Тим часом російські війська просунулися вперед у районі Сватового, Часового Яру та Авдіївки.
Вночі росіяни застосували 16 ракет різних типів та 13 ударних БпЛА:
- 10 крилатих ракет Х-101/Х-555 із літаків стратегічної авіації Ту-95 МС (район пусків — Саратовська обл.– РФ.);
- 2 крилаті ракети Іскандер-К (із Криму);
- 4 крилатих ракет Калібр (із акваторії Чорного моря);
- 13 ударних БпЛА типу Shahed-131/136 (район пусків — Приморсько-Ахтарськ — РФ., Балаклава — Крим).

У результаті протиповітряного бою було збито 25 повітряних цілей: 7 крилатих ракет Х-101/Х-555; 4 крилаті ракети Калібр; 1 крилату ракету Іскандер-К; 13 ударних БпЛА типу Shahed-131/136.
У Запорізькій області поранення отримали двоє енергетиків. В наслідок ракетного обстрілу кілька навчальних корпусів Івано-Франківський національний технічний університет нафти і газу в Івано-Франківській області частково зруйновані, решта зазнали ушкоджень. Крім того, вибух вночі пролунав у Луцьку. До того вибухи пролунали у Павлограді, що на Дніпропетровщині. Також є повідомлення про вибухи біля Стрия, що на Львівщині.
ЗС РФ атакували дроном блокпост поліції в Херсонській області, загинув правоохоронець.

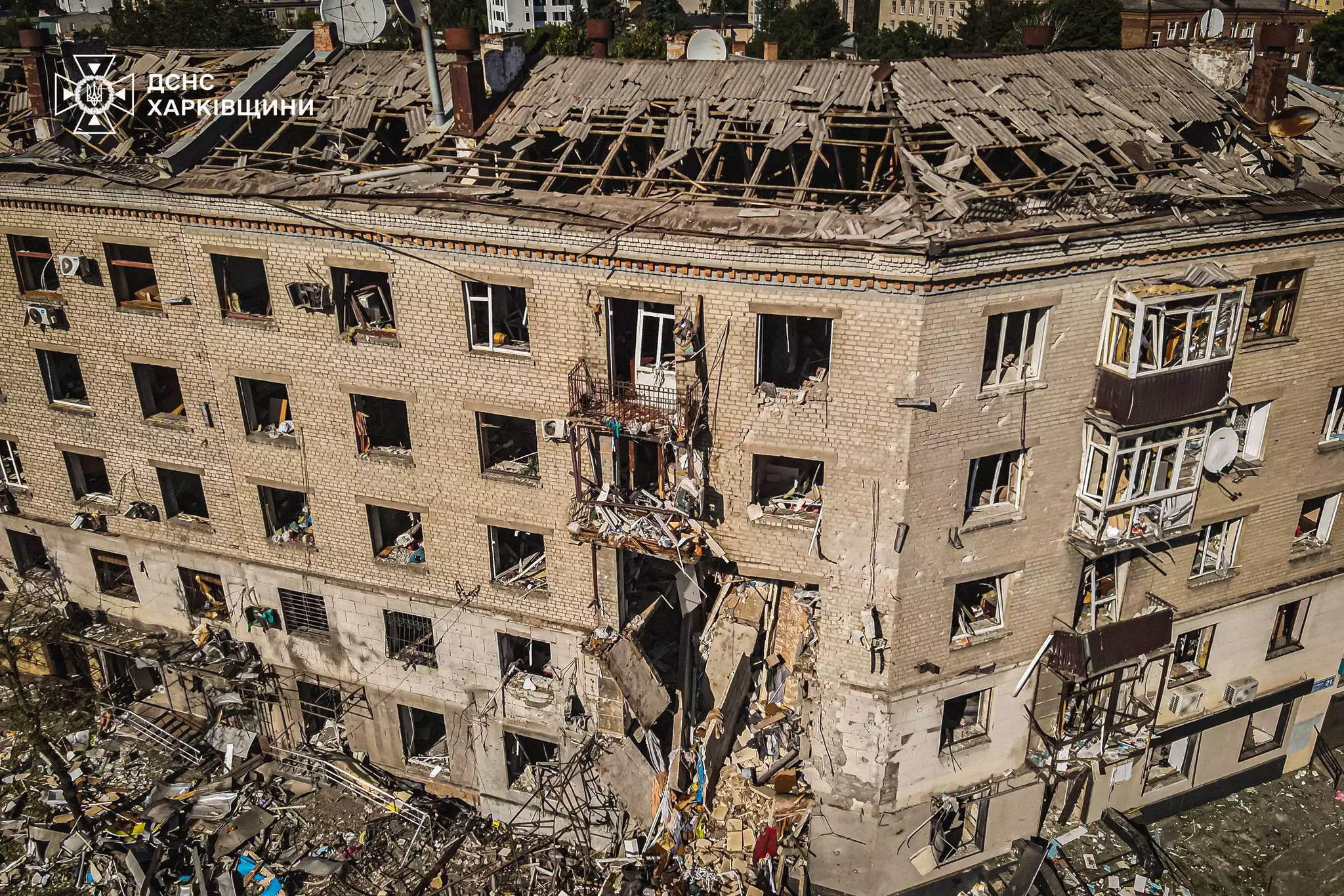
Зруйнований будинок у Харкові. 22 червня 2024

Пройшла ракетна атака на полігон коло селища Старий Крим та базу росіян біля військкомату в селищі Нікольське.
ЗС РФ удень 4 ракетами атакували центр Харкова. Внаслідок удару по 5-поверхівці загинуло 2 людей. Ще 53 отримали травми, з них — 3 дітей. З початку червня Росія застосувала проти України понад 2400 керованих бомб, 700 з яких були випущені в напрямку Харкова.
Регіональні ЗМІ повідомили, що українські військові нібито підбили зенітний комплекс «Панцир С-1» у селищі Дубове. Губернатор В'ячеслав Гладков повідомив, що кілька повітряних цілей було збито на підльоті до Бєлгорода. За його словами, в результаті обстрілу біля села Дубове загорілася трава, яку одразу ж загасили. У селі були пошкоджені дахи двох будинків і 17 автомобілів.
Сербія нарощує продажі боєприпасів Заходу, які згодом через треті країни потрапляють в Україну. Сума боєприпасів, які Київ отримав від Белграда, становить приблизно 800 мільйонів євро, пише Financial Times.
Український партизанський рух «Атеш» здійснив диверсію на залізничній лінії Ростов-на-Дону-Маріуполь, підпаливши релейну шафу в Ростові-на-Дону. Рух опору заявив, що залізнична лінія відігравала ключову роль у пересуванні військ і техніки в Південному військовому окрузі та забезпечувала доступ до морського шляху.

### 23 червня
За даними ISW, російські війська зайняли село Шуми і просунулися вперед поблизу Донецька і Роботиного.
ЗС РФ захопили Новоолександрівку і намагалися закріпитися на західних околицях села. Щоб зупинити подальше просування, Сили оборони проводять ураження живої сили. У ЗСУ спростовують інформацію DeepState про окупацію села Новоолександрівка на Покровському напрямку в Донецькій області, бої за село тривали.
Вночі ЗС РФ атакували трьома крилатими ракетами «Калібр». ППО знищила дві повітряні цілі в межах Київської області, постраждали дві людини. Падінням уламків пошкоджено 6 багатоповерхівок та 20 приватних будинків, пошкоджені будівлі АЗС, аптеки, підприємства, адміністративна будівля та 3 автомобілі.
Сили оборони України уразили пункт управління мотострілецького полку в Нехотіївці Бєлгородської області.
ЗС РФ у Шевченківському районі Харкова пошкодили заклад освіти. У ньому перебувала жінка — вона дістала травми легкого ступеня. У Холодногірському районі зафіксували влучання в приватний сектор — 2 будинки зруйновано. Також «приліт» був і в Київському районі, у промислову зону. Загалом постраждали 12 людей віком від 15 до 63 років. Одна людина у важкому стані. Інші — в середньому. Загинув 73-річний чоловік.
Речник групи «Хортиця» Назар Волошин повідомив, що російські війська здійснили загалом 20 авіаударів по Харківській області за останню добу, застосувавши 35 планерних бомб і одну ракету. По селу Липці було випущено 17 авіабомб.
Окупаційна влада Криму заявила про українську атаку ракетами ATACMS з касетними бойовими частинами, чотири з них були збиті, одна під впливом російської ППО відхилилася та підірвалася над містом Севастополь, внаслідок якої загинуло 5 людини, з яких 3 дітей, і поранено понад 120 осіб. Зокрема, серед жертв — донька заступника мера Магадану Олега Аверьянова. Міністерство оборони Росії спочатку повідомило, що Україна випустила п'ять ракет ПЗРК (з касетними боєприпасами), всі ракети були перехоплені, а уламки, що впали, вибухнули на пляжі. Пізніше міністерство спростувало свою заяву, стверджуючи, що було перехоплено лише чотири ракети, а п'ята ракета була навмисно підірвана українцями над пляжем. За повідомленнями, багато жертв були поранені осколками падаючих ракет під час відпочинку на міському пляжі на півночі Севастополя.
В вечері було нанесено, ще одного ракетного удару по селу Вітіно, по військовому об'єкту росіян біля тимчасово окупованої Євпаторії спалахнула велика пожежа.
Український Генеральний штаб повідомив, що українські військові завдали удару по командному пункту російського мотострілецького полку в Нехотіївці Бєлгородської області. Військово-морські сили України опублікували супутникові знімки, які підтверджують знищення місць зберігання та підготовки безпілотників «Shahed-136/Герань-2» у Краснодарському краї. Згідно з повідомленнями, були знищені навчальні корпуси та пункти управління і зв'язку для екіпажів безпілотників. Крім того, загинули інструктори, які готували особовий склад до запуску «Шахедів», і курсанти, яких навчали здійснювати атаки за допомогою цих безпілотників.
ФРН передала Державній прикордонній службі України 41 вантажівку Mercedes Arocs. Транспорт урочисто передав Голові Держприкордонслужби Надзвичайний та Повноважний Посол Німеччини в Україні Мартін Єґер.
Міністри закордонних справ країн ЄС, ухвалили 14-й пакет санкцій проти Росії у зв'язку із її агресією проти України, який надалі поширює тиск на російську енергетику та містить заходи для запобігання спробам обминати європейські санкції.

### 24 червня
За даними ISW, ЗСУ повернули втрачені позиції під Вовчанськом і Старицею, ЗС РФ просунулися вперед під Сіверськом і Торецьком. У травні 2024 року було зафіксовано 715 випадків застосування російської хімічної зброї на полі бою, що на 271 випадок більше, ніж попереднього місяця. Більшість випадків були пов'язані зі сльозогінним газом, який зазвичай використовується правоохоронними органами як засіб контролю над натовпом.
Вранці російські війська атакували Одещину двома крилатими ракетами, ймовірно, «Іскандер-К». Повітряна оборона збила одну з них. Зафіксовано влучання ракети в складське приміщення, 3 людини зазнали поранення.
Зранку авто наїхало на протипіхотну міну в Слобожанському Липецької громади, загинули двоє людей.
ЗС РФ завдали двох ракетних ударів «Іскандерами» по Покровську Донецької області. Кількість загиблих зросла до п'яти, а поранених — до 41, повідомив голова Донецької обласної військової адміністрації Вадим Філашкін.
У Фрязіно Московської області загорілась одна з будівель науково-дослідного інституту «Платан», загинуло 8 людей.
Відстань у 1500 км вже не проблема для дронів СБУ, які вразили понад 30 нафтопереробних заводів, терміналів і нафтобаз у Росії.
Віце-прем'єр-міністр України та міністр з питань реінтеграції тимчасово окупованих територій Ірина Верещук заявила, що з майже 20 000 дітей, викрадених Росією, лише близько 800 повернулися в Україну.
Країни Євросоюзу погодили виділення траншу військової допомоги Україні розміром до 1,4 мільярда євро, які надійдуть із доходів від заморожених російських активів. Наголошується, що гроші підуть безпосередньо на пряму закупівлю озброєння, зокрема, на системи протиповітряної оборони. Гроші виділяють через Фонд допомоги Україні (UAF), але, як зазначається, ці платежі досі блокувала Угорщина.

### 25 червня
За даними ISW, українські війська повернули втрачені позиції у Вовчанську, тоді як російські війська просунулися вперед під Сіверськом та Авдіївкою.
В результаті ранкових обстрілів і авіаударів (у тому числі в Торецьку) в Донецькій області загинула одна людина і четверо отримали поранення. Розглядається питання про примусову евакуацію з міста. Голова ОВА Олег Синєгубов повідомив, що російські війська атакували село Бобрівка в Харківській області чотирма керованими авіабомбами, в результаті чого чотири людини отримали поранення і були пошкоджені будинки в селі.
ЗСУ ліквідували 1180 окупантів, втрати ЗС РФ з початку повномасштабного вторгнення склали 536 840 осіб. ЗСУ знищили 18 бойових броньованих машин та 35 артилерійських систем.
Вночі Белгородську й Воронезьку області атакували українські безпілотники, чотири людини поранено, одну вбито. На супутниковому знімку, який оприлюднило видання «Крим.Реалії», можна побачити пожежу на складі боєприпасів у Ольховатці Воронезької області. Варто зауважити, що детонацію в Ольховатському районі підтверджував губернатор Воронезької області Олександр Гусєв. Губернатор В'ячеслав Гладков повідомив: щонайменше одна людина загинула і четверо отримали поранення в результаті ранкової атаки безпілотника на Бєлгородську область, десятки будівель і автомобілів були пошкоджені.
Палата попереднього провадження II Міжнародного кримінального суду (МКС) видала ордери на арешт нині колишнього міністра оборони Росії Сергєя Шойгу та начальника Генштабу Збройних сил Росії Валерія Герасимова за обстріли енергетичної інфраструктури України. Рішення винесли судді Росаріо Сальваторе Айтала (головуючий), Серхіо Херардо Угальде Годінес та Хайкель Бен Махфуа «у зв'язку з ситуацією в Україні за ймовірні міжнародні злочини, скоєні у період щонайменше з 10 жовтня 2022 року до щонайменше 9 березня 2023 року».
Україна провела черговий обмін військовополоненими із Росією. З полону повернули ще 90 українських захисників. Серед них — воїни Нацгвардії, ВМС, армії, тероборонці, прикордонники. 52 з них — оборонці Маріуполя і взяті в полон під час захоплення росіянами ЧАЕС.
Американський телеканал CNN із посиланням на поінформованих посадовців повідомив, що адміністрація президента США наближається до зняття фактичної заборони на розгортання американських підрядників в Україні, для більш швидкого виконання ремонтних робіт західної техніки.

### 26 червня

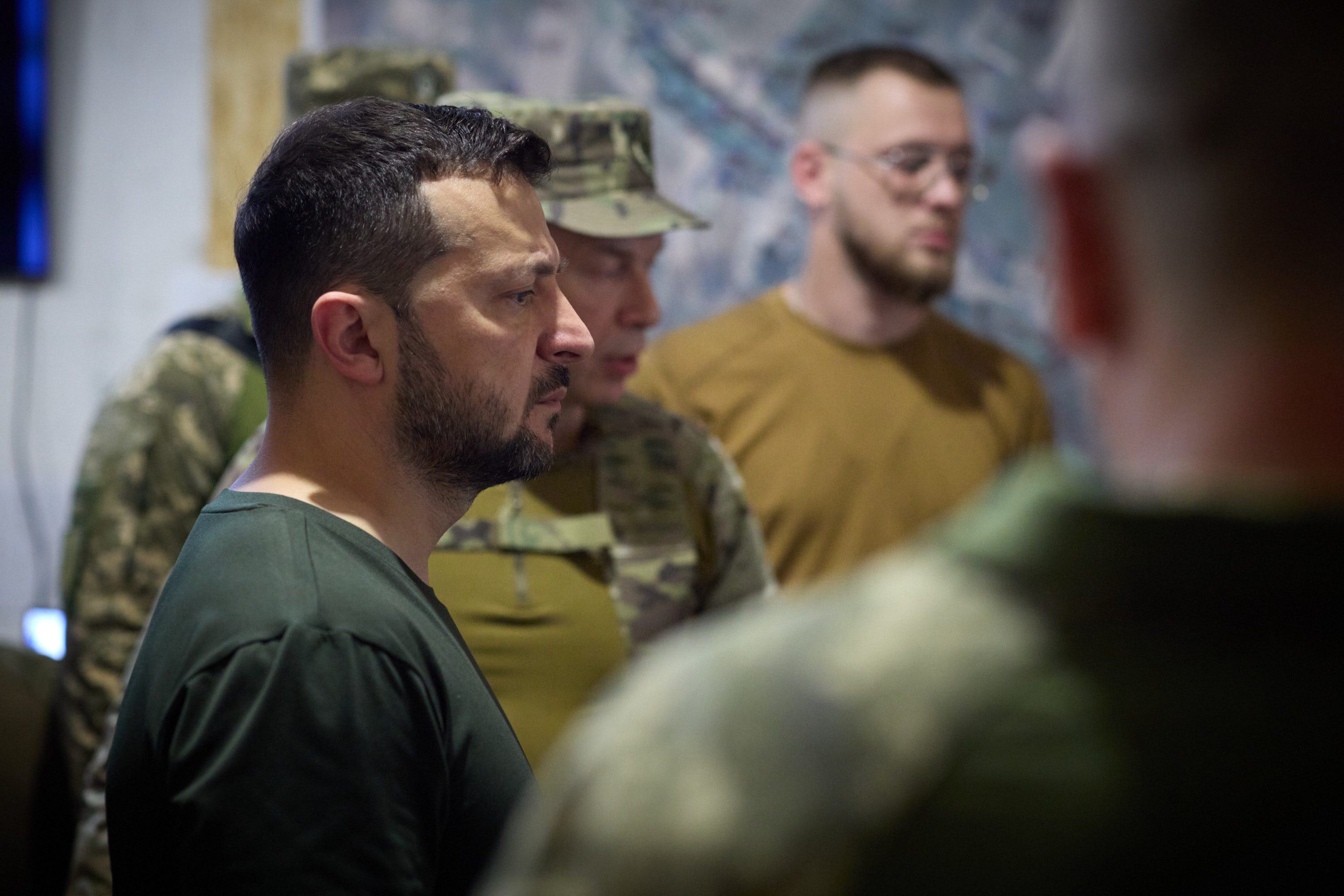
Зеленський відвідав 110-ї ОМБ із Сирським, Андрієм Гнатовим, заступником командира бригади та командирів 31-ї та 47-ї окремих механізованих бригад

Кількість російських обстрілів у напрямку Торецька різко зросла. За даними ISW, ЗС РФ досягли незначного прогресу поблизу Куп'янська Нестача критично важливих ракет протиповітряної оборони обмежила здатність України захищати свою критично важливу інфраструктуру від російських атак.
Росія атакувала в напрямках Харкова, Куп'янська, Лиману, Сіверська, Краматорська, Торецька, Покровська, Кураховичів, Врем'ївки та Запоріжжя, де відбулося 148 бойових зіткнень. Протягом доби російсько-терористичні війська здійснили один ракетний наліт, 51 авіаудар та 127 обстрілів українських позицій та населених пунктів. Українська авіація та артилерія завдали 15 ударів по районах зосередження, три — по блокпостах, один — по зенітній установці та два — по складах боєприпасів.
Вночі росіяни вдарили балістичною ракетою по цивільній інфраструктурі Одещини — пошкоджено адмінбудівлю, ніхто не постраждав. Різко збільшилась кількість російських штурмів на Торецькому напрямку, повідомив Генштаб ЗСУ.
Російські агресори атакували Дергачі під Харковом керованою авіабомбою КАБом. Відомо про дев'ять постраждалих. В результаті атаки російського безпілотника в Херсоні постраждали п'ятеро людей, у тому числі двоє дітей у віці 12 і 15 років.
У Міноборони Фінляндії офіційно визнали, що на їхній території проводилася підготовка українських військових. За їхніми словами, інструктори Фінляндії вже підготували тисячі воїнів ЗСУ до повної бойової готовності. У Херсоні ЗС РФ дроном атакували двох дітей та дорослих, 12-річна дівчинка отримала вибухову травму та уламкові поранення голови, тулуба, ніг та рук, її 15-річна сестра отримала вибухову та черепно-мозкову травми, контузію.
Президент Зеленський і головнокомандувач ЗСУ Сирський відвідали лінію фронту в Донецькій області та 110-ту і 47-му бригади з новим командувачем Об'єднаних ЗСУ Андрієм Гнатовим.

### 27 червня
ЗСУ вночі збили 5 ракет, і 23 ударних БПЛА, які атакували Україну, всього ворог застосував 6 ракет та 23 ударні БпЛА:
- 1 аеробалістичну ракету Х-47 М2 «Кинджал» (із повітряного простору Тамбовської обл.– рф.);
- 4 крилаті ракети «Калібр» (із північно-східної частини акваторії Чорного моря);
- 1 керовану авіаційну ракету Х-59/Х-69 (із повітряного простору Курської області — рф.);
- 23 ударні БпЛА типу «Shahed-131/136» (район пусків — Приморсько-Ахтарськ — рф).

Збито 28 цілей:
- 4 ракети «Калібр»;
- 1 авіаційну ракету Х-59/Х-69;
- 23 БпЛА «Shahed-131/136».

Унаслідок обстрілів ворога на території однієї із шахт Донецької області загорілися споруди. Ніхто не постраждав.
Вночі українські дрони «Лютий» атакували хімічний Редкинский опытный завод за 500 км від кордону України у Тверській області та у 100 км на північ від Москви. Один із чотирьох дронів пробив дах одного з цехів, два влучили поряд, один пошкодив трубопровід та викликав пожежу.
Російські загарбники залишаються заблокованими на Агрегатному заводі у Вовчанську Харківської області, у населеному пункті тривали бої.
До бюджету України надійшов транш безумовного фінансування на 1,9 млрд євро від ЄС у рамках фінансового інструменту EU Ukraine Facility.
ЗС РФ вперше здійснили авіаудар по Харкову за допомогою двох авіабомб ФАБ-500. Удар припав на Київський район, завдавши шкоди трьом приватним будинкам, приміщенню вищого навчального закладу та будівлі ДСНС. В результаті атаки постраждали чотири особи.
Росія залучила 10 000 іммігрантів, які нещодавно стали її громадянами, до воєнних операцій в Україні, повідомив глава Слідчого комітету Олександр Бастрикін.
Президент Зеленський підписав безпекову угоду з Євросоюзом, а також Угода про співробітництво у сфері безпеки та довгострокову підтримку між Україною та Естонією та Угода про співробітництво у сфері безпеки між Україною та Литвою
Кіберфахівці Головного управління розвідки атакували комунікаційну інфраструктуру росіян в окупованому Криму. За даними журналістів, під ударом опинилися сервери пропагандистських ЗМІ, місцеві оператори зв'язку, а також система реєстрації та контролю руху Керченським мостом.
КНДР планувала у липні скерувати на Донеччину своїх військових інженерів, що мали допомагати РФ з «відбудовою» Донецька.

### 28 червня
ЗСУ відбили позиції на півночі Харківської області, відновили позиції на лінії Куп'янськ-Сватово-Кремінна. ЗС РФ просунулися в східній частині Часового Яру. Ситуація у Часовому Ярі лишалася критично важкою, ворог безупинно атакував та намагався обійти місто з флангів. Окупанти кидали на штурми десантників, спецпризначенців та колишніх ув'язнених із загонів «Шторм-V». ЗСУ розповіли, що на заміну знищеним росіянам приходять нові. Водночас українські бійці потребують більше озброєння, дронів та підтримки.

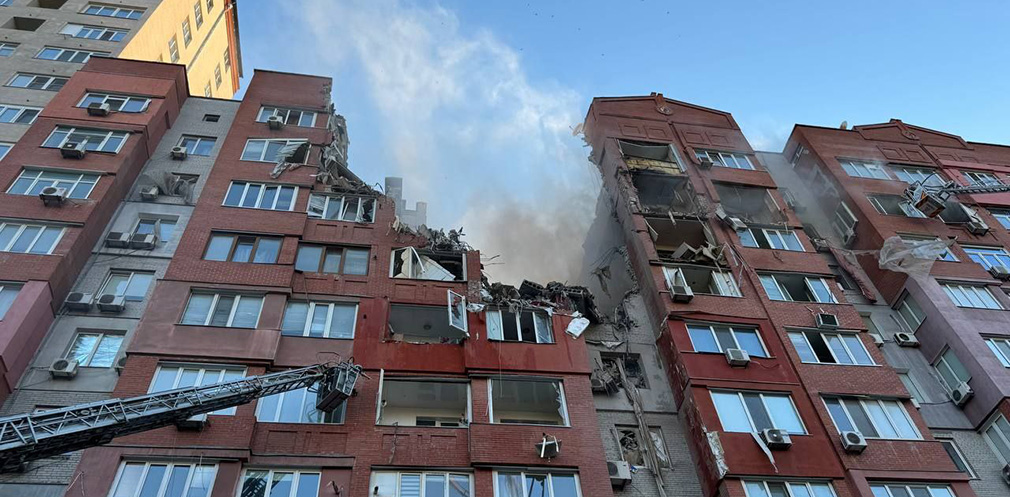
Будівля в центрі Дніпра після влучання російської ракети, 28.06.2024

Вночі українські дрони уразили цестерну з паливом у Мічурінському муніципальному окрузі Тамбовської області, виникла пожежа на нафтобазі. Бійці Нацгвардії знищили російський штурмовий літак Су-25 на Донеччині з ПЗРК Ігла.
Двоє людей загинули під час обстрілу Курахового, одну людину росіяни вбили в Торецьку, повідомив керівник Донецької ОВА. У Селидовому поранено шістьох людей, пошкоджено 7 багатоповерхівок, 5 приватних будинків і 4 адмінбудівлі.
Увечері ЗС РФ завдали по Дніпру ракетного удару, знищено кілька поверхів багатоповерхівки в центрі міста, щонайменше одна людина загинула, 12 поранено. Серед постраждалих — немовля та вагітна жінка. Двоє вважалися зниклими безвісти. Частина будинку обвалилася.
Данія завершила підготовку першої групи з 50 українських фахівців для обслуговування винищувачів F-16, також стало відомо, що Данія до кінця року підготує близько 20 українських пілотів.
Фінляндія оголосила про передачу Україні 24 пакета військової допомоги. Відповідне рішення ухвалив президент Александер Стубб, вартість військового обладнення складає 159 млн євро.
Відбувся обмін ще 10 військовополонених, так, українська сторона повернула Нарімана Джеляла, заступника голови Меджлісу кримськотатарського народу (захоплений у Криму ще у 2021 році). Також повернулися додому Олена Пех та Валерій Матюшенко — цивільні, які були в полоні ще з 2017—2018 років. Богдан Гелета та Іван Левицький — священники УГКЦ, захоплені в Бердянську за опір окупантам. Іще п'ятеро цивільних, які були захоплені на території Білорусі та позбавлені свободи: Микола Швець, Наталія Захаренко, Павло Купрієнко, Людмила Гончаренко та Катерина Брюханова.
Путін заявив, що РФ має відновити виробництво ракет середньої та малої дальності нібито через дії США. За словами путіна, у 2019 році росія оголосила, що не буде виробляти та розміщувати ракети середньої та малої дальності, тобто радіусом дії від 500 до 5000 км, якщо США не розміщуватимуть їх в інших країнах.

### 29 червня
За даними ISW, українські війська відновили втрачені позиції під Кремінною, в той час, як російські війська просунулися вперед під Куп'янськом, Трьохізбенкою, Торецьком і Донецьком. Крім того, повідомляється, що деякі з нових російських військовослужбовців недостатньо підготовлені перед розгортанням в Україні. ЗСУ відкинули ворога від Тернів та Ямполівки і закріпились на звільнених позиціях.
Міністерство оборони Великобританії повідомило, що у Вовчанську бойові дії зосередилися на агрегатному заводі, який був російським форпостом на південному сході селища і з якого українські сили намагалися витіснити росіян. За останні 72 години не було повідомлень про просування російських військ у Часів Ярі. Найбільш інтенсивні бої точилися на південь від нього, в селах Іванівське та Ключіївка; в останньому українці мали перейти в контратаку, досягнувши певних тактичних переваг. На Курахівському напрямку російські війська просунулися вглиб Красногорівки і, ймовірно, контролювали більшість населених пунктів, а українські війська були присутні лише на її північній околиці. За даними міністерства, «Авдіївсько-Покровський напрямок залишався головним об'єктом російських зусиль, і темпи російських операцій тут найвищі. На відносно широкому фронті росіяни не досягли значного прогресу в напрямку сіл Нью-Йорк, Північне та Південне. Протягом наступного тижня сектор Авдіївка-Покровськ залишатиметься зоною значної уваги російських військ, які намагатимуться підтримувати тиск на українські сили, що обороняються, і за можливості здобути територіальні здобутки».
Уночі російські окупанти випустили по Україні 10 ударних безпілотників (усі збито). Усі 10 «шахедів» ворог випустив з одного напрямку — Приморсько-Ахтарськ.
О 07:50 год. окупанти здійснили повторний ворожий обстріл по території Куп'янська-Вузлового, постраждала жінка. О 10:15 окупанти артилерійським вогнем вдарили по селу Одноробівка. У результаті прямого влучання пошкоджене адміністративне приміщення сільгосппідприємства та магазин.
Росіяни завдали ударів 4 КАБами по Дергачах під Харковом. За словами голови МВА, двоє чоловіків 68-ми та 75-ти років отримали осколкові поранення і були госпіталізовані. Крім того 71-річна жінка отримала гостру реакцію на стрес.
В результаті російських атак на житлові райони на сході Донецької області загинуло 4 цивільних осіб, 6 отримали поранення.
У Сумській області окупанти дроном атакували авто поліцейських. Поранення отримав цивільний, який йшов повз. Про це повідомляє Нацполіція Сумської області.

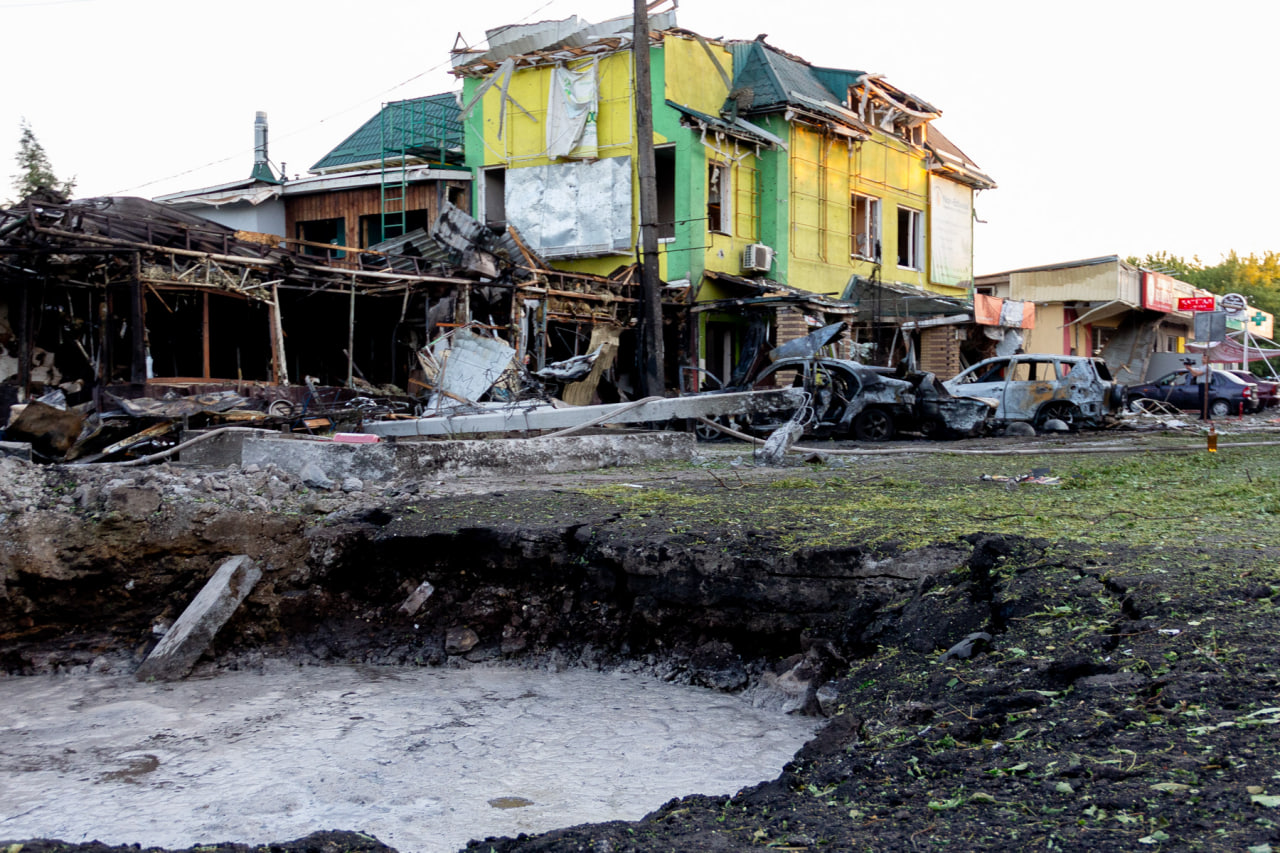
Руйнування у Вільнянську

Загинули 7 людей у Вільнянську в Запорізькій області. Ще 10 поранили. Пошкоджений об'єкт критичної інфраструктури, магазин та житлові будинки. За даними поліції Запорізької області, Росія випустила дві ракети по місту, пошкодивши об'єкт критичної інфраструктури.
Міністерство оборони України повідомило, що минулого тижня українська розвідка спільно з українськими хакерами з інтернет-спільноти знищила понад 100 терабайт даних компанії OrbitSoft, розробника програмного забезпечення, що співпрацює з російською армією, а також видалила дані з восьми серверів компанії Orient Systems, російського постачальника навігаційного обладнання для військових, і атакувала 19 серверів інтернет-провайдерів у Нижньому Новгороді, видаливши всі дані та розіславши всім абонентам повідомлення про «неминучу помсту» за війну в Україні.
Начальник Департаменту екологічної безпеки та протимінної діяльності Міністерства оборони полковник Руслан Берегуля повідомив, що за останні два роки українські сапери очистили від мін
30 000 км2 території України, що за розмірами можна порівняти з Бельгією або Молдовою.

### 30 червня
МО РФ заявило, що в Донецькій області російські війська окупували села Новоолександрівка, на північний захід від Череметина, та Спірне, поблизу кордону з Луганською областю. За даними ISW, ЗСУ відновили втрачені позиції біля Кремінної, ЗС РФ просунулися вперед біля Липці, Вовчанська, Куп'янська та Авдіївки. ЗСУ уразили пункт управління, склад та чотири райони зосередження росіян.
РФ атакувала на Харківському, Куп'янському, Лиманському, Сіверському, Краматорському, Торецькому, Покровському, Кураховичівському, Врем'ївському, Гуляйпільському та Запорізькому напрямках, де відбулося 142 бойових зіткнення. Протягом доби російські війська здійснили три ракетних удари, 59 авіаударів та 94 обстріли українських позицій та населених пунктів. Українська авіація та артилерія здійснила 16 ударів по місцях зосередження, два — по блокпостах, один — по зенітній установці та один — по складу боєприпасів.
Україна запустила серійне виробництво ударних дронів з дальністю ураження понад 1000 км.

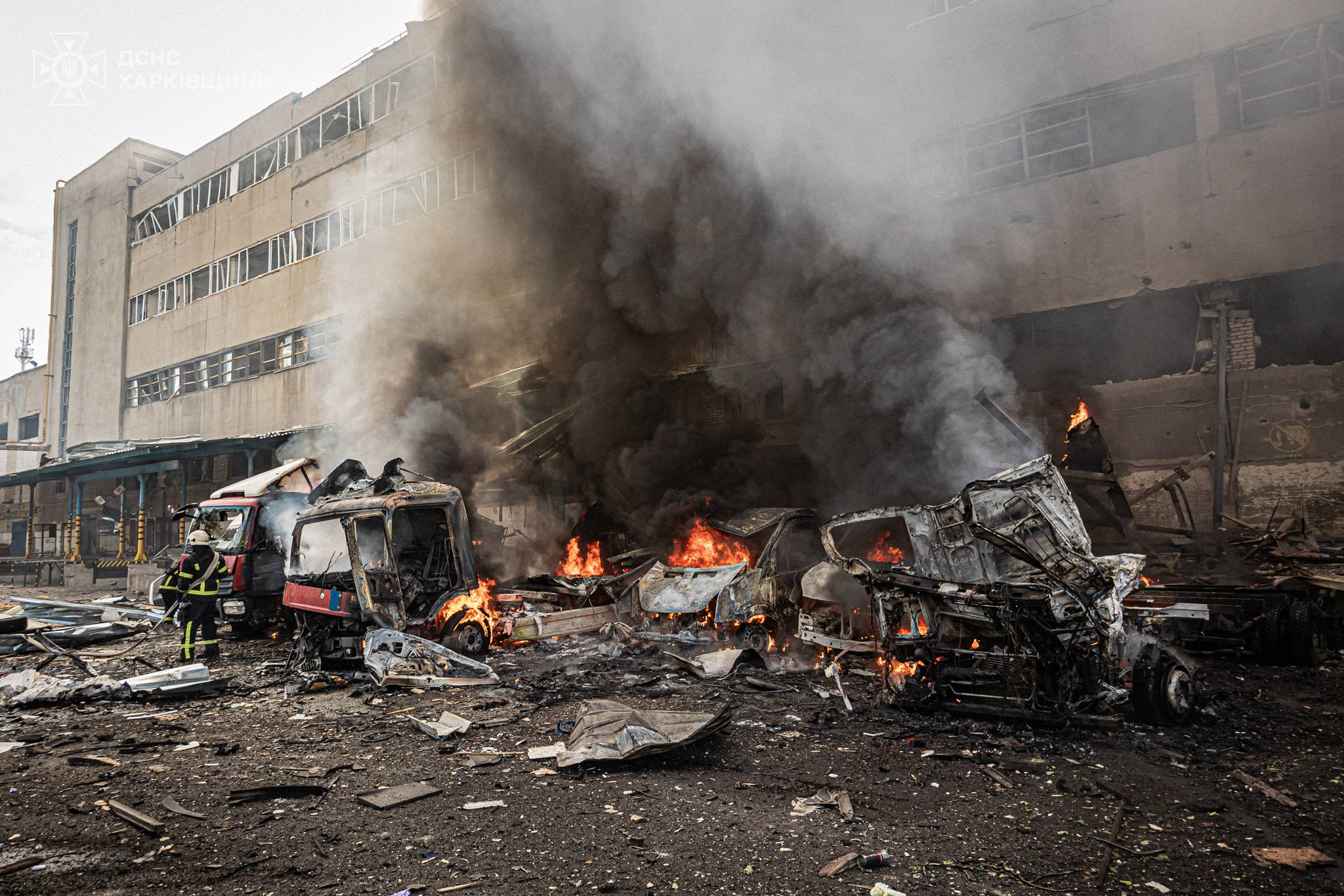
Термінал і вантажівки «Нової пошти» в Харкові після бомбардування

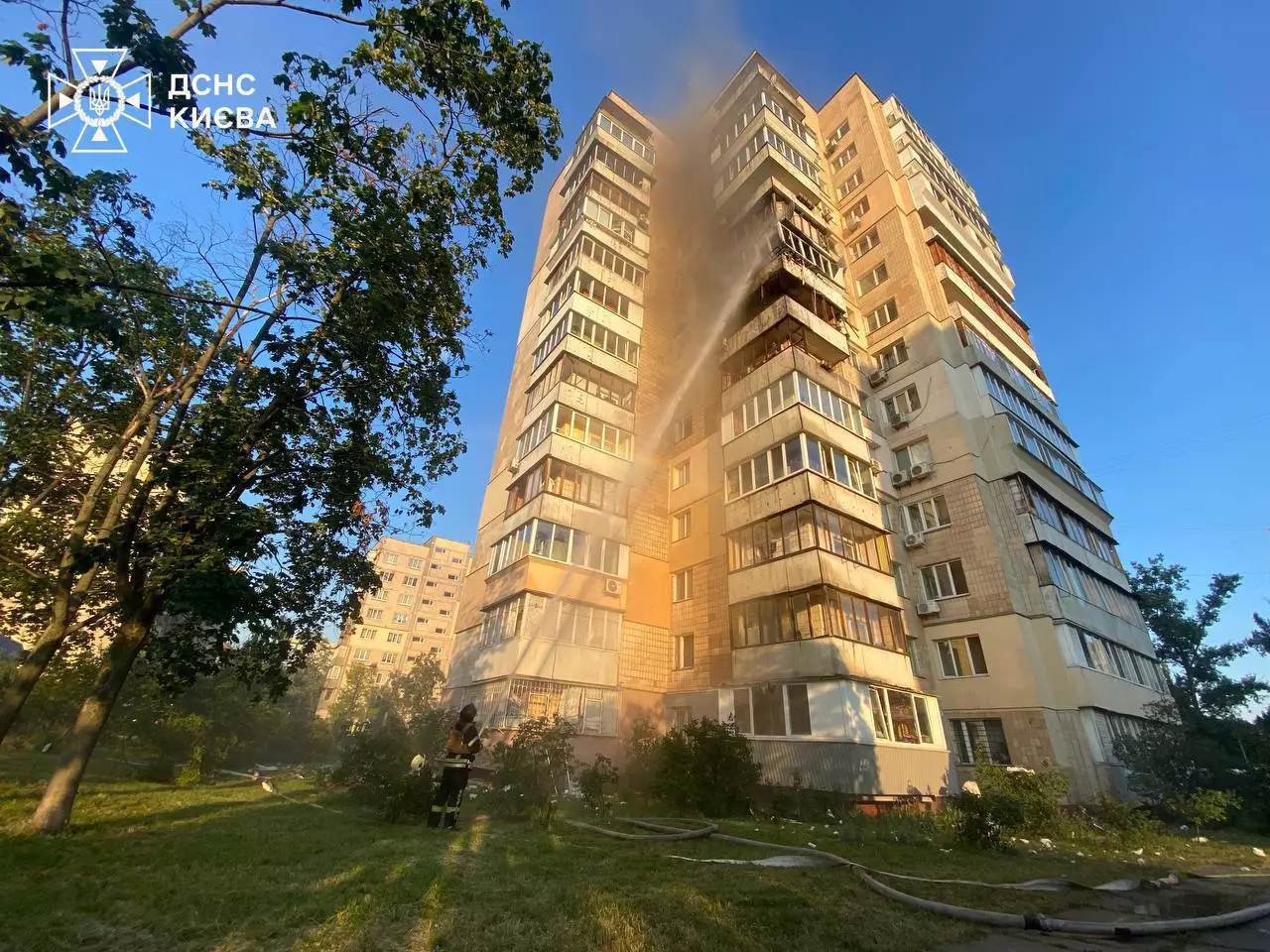
Пошкоджений уламками ракети будинок у Києві

Вдень у Харкові під російським обстрілом опинився термінал «Нової пошти». Постраждали дев'ять людей, один працівник відділення загинув. КАБ пролетів 80 км і здетонував за кілька метрів від Нової пошти у Слобідському районі Харкова.
За даними звіту МВФ, внаслідок російських обстрілів енергосистеми України знищено 80 % теплової генерації та 40 % потужностей гідроелектростанцій.
За повідомленням уповноваженого з прав людини Дмитра Лубінця, російські окупанти утримували 14 тис. цивільних українців. Пповернути їх, на відміну від військових чи дітей, дуже складно. Україна працювала над поверненням 20 тис. дітей та десятків тисяч українців, яких вважають зниклими безвісти.
Увечері ЗС РФ завдали ракетного удару по Києву, ймовірно крилатими ракетами, що були збиті. В Оболонському районі уламки ракети впали на житловий будинок. Сталося загоряння на 8 та 9 поверхах, 5 людей зазнали поранень.
Ввечері завдано ракетного удару в районі Керчі, почалося задимлення в районі Керченської поромної переправи та Кримського мосту, які окупаційні війська могли застосовувати як маскування. Увечері в місті Щолкіне горіло садове-виноградарське товариство «Енергетик-2».
У результаті успішної військової операції розвідникам бригади «Рубіж» здалися в полон кілька десятків окупантів.

## Підсумки
Протягом червня 2024 року російські окупанти втратили на цей час рекордну кількість особового складу, танків, бойових броньованих машин і автомобільної техніки. За підсумками місяця втрати склали:
- 33 713 окупантів;
- 352 танки;
- 589 бойових броньованих машин (ББМ);
- 1393 артилерійські системи;
- 22 одиниці реактивних систем залпового вогню (РСЗВ);
- 58 засобів протиповітряної оборони (ППО);
- 3 літаки;
- 997 безпілотних літальних апаратів (БпЛА);
- 1758 одиниць автомобільної техніки;
- 284 одиниць спеціальної техніки.

Про події наступного місяця — див. у статті Хронологія російського вторгнення в Україну (липень 2024).